# Юр'євець
Ю́р'євець (рос. Ю́рьевец) — місто (з 1225), адміністративний центр Юр'євецького району Івановської області Російської Федерації. Одне з найстаріших міст Івановської області, історія міста налічує щонайменше Шаблон:Рік-років.

## Етимологія
З XVI століття до 1796 року офіційно називався Юр'євець-Повольський. Варіант: Юр'єв-Поволзький (на відміну від міст Юр'єв-Польський та Юр'єв-Лівонський — нині Тарту, Естонія). Вже з середини XVI століття набуває поширення назва Юр'євець, де відмінність досягається не визначенням, а за допомогою суфікса -ець, широко поширеного в російській топонімії (пор. Переяславль — Переяславець, Ростов — Ростовець та ін.).

## Фізико-географічна характеристика
Географічне положення
Спочатку місто-фортеця стояло на так званій Георгіївській горі, яку було зрито і використано під час будівництва берегозахисної дамби Горьковського водосховища. Розташоване на правому березі Волги (Горьковське водосховище) і навпроти гирла річок Унжі та Ньомди, за 159 км на північний схід від обласного центру — міста Іваново, за 60 км від залізничної станції «Кінешма». Місто займає площу 8 км².
Рельєф
Висота центру міста — 120 м над рівнем моря. Рельєф міста горбистий, з перепадами висот від 85 до понад 140 метрів над рівнем моря (згідно зі схемою фізико-географічних умов м. Юр'євець. Масштаб 1:10000). Територія міста порізана ярами, що характерно для правого берега Волги.
Гідрографія
Висота рівня «Юр'євецького моря» — Горьковського водосховища — 84 м. Ширина водосховища навпроти міста досягає 15 км (до затоплення ширина становила 1,71 км). Територія міста дренується безліччю водотоків, що впадають у Горьковське водосховище. Згідно зі схемою, в місті та його околицях налічується 17 водозбірних басейнів. Уздовж берега водосховища проходить захисна дамба.
Часовий пояс
Юр'євець, як і вся Івановська область, знаходиться в часовому поясі, що позначається за міжнародним стандартом як Moscow Time Zone (MSK/MSD). Зсув відносно Всесвітнього координованого часу UTC — +3:00 (MSD).
Клімат
Помірно-континентальний клімат міста характеризується помірно холодною зимою і теплим літом. Середня температура липня становить +21,3 °C (о 13 годині), максимальна може досягати +36 °C, а січня — -11,8 °C (мінімальна — до -40 °C). У середньому 260 днів на рік (72 %) є сприятливими за погодними умовами для відпочинку, 56 днів (15 %) — обмежено-сприятливими.
| Клімат {{{location}}}     | Клімат {{{location}}} | Клімат {{{location}}} | Клімат {{{location}}} | Клімат {{{location}}} | Клімат {{{location}}} | Клімат {{{location}}} | Клімат {{{location}}} | Клімат {{{location}}} | Клімат {{{location}}} | Клімат {{{location}}} | Клімат {{{location}}} | Клімат {{{location}}} | Клімат {{{location}}} |
| Показник                  | Січ.                  | Лют.                  | Бер.                  | Квіт.                 | Трав.                 | Черв.                 | Лип.                  | Серп.                 | Вер.                  | Жовт.                 | Лист.                 | Груд.                 | Рік                   |
| Абсолютний максимум, °C   | 3,3                   | 5,1                   | 14,2                  | 22,1                  | 30,2                  | 33,9                  | 37,4                  | 36,8                  | 29,1                  | 19,3                  | 13,8                  | 6,8                   | 37,4                  |
| Абсолютний мінімум, °C    | −45,4                 | −42,6                 | −28,9                 | −11,2                 | −4,1                  | −0,9                  | 1,3                   | 0,2                   | −3,1                  | −11,9                 | −29,6                 | −39,3                 | −45,4                 |
| ------------------------- | --------------------- | --------------------- | --------------------- | --------------------- | --------------------- | --------------------- | --------------------- | --------------------- | --------------------- | --------------------- | --------------------- | --------------------- | --------------------- |
| Джерело: weatherspark.com |                       |                       |                       |                       |                       |                       |                       |                       |                       |                       |                       |                       |                       |

Екологічний стан
Юр'євець — один із найбільш екологічно чистих районів центральної Росії, з низьким радіоактивним фоном. Місто оточене хвойним лісом, що складається з ялин і сосен. На західній околиці міста розташований міський ліс — «Нагірна дача», який є особливо охоронюваною природною територією. За 3 км від міста, на Горьковському водосховищі, знаходиться архіпелаг «Асафові Гори», що також є особливо охоронюваною природною територією. Архіпелаг утворився після створення Горьковського водосховища на місці однойменної височини на лівому березі Волги.
Юр'євець та його околиці також відомі численними джерелами, вода з яких вирізняється чистотою та сприятливими властивостями. Найбільш відомі джерела — «Стрілецьке», «Ямське», «Покровське», «Барановське», «Георгіївське», джерела Симона Блаженного (в місті та біля с. Середкіно). Особливою пошаною користується святе джерело Симона Блаженного, до якого приїжджають паломники; тут є каплиця та купальні. Аналізи води підтверджують її якість та наявність необхідних мікроелементів. За джерелами доглядають місцеві жителі, але вони не мають статусу пам'яток природи.

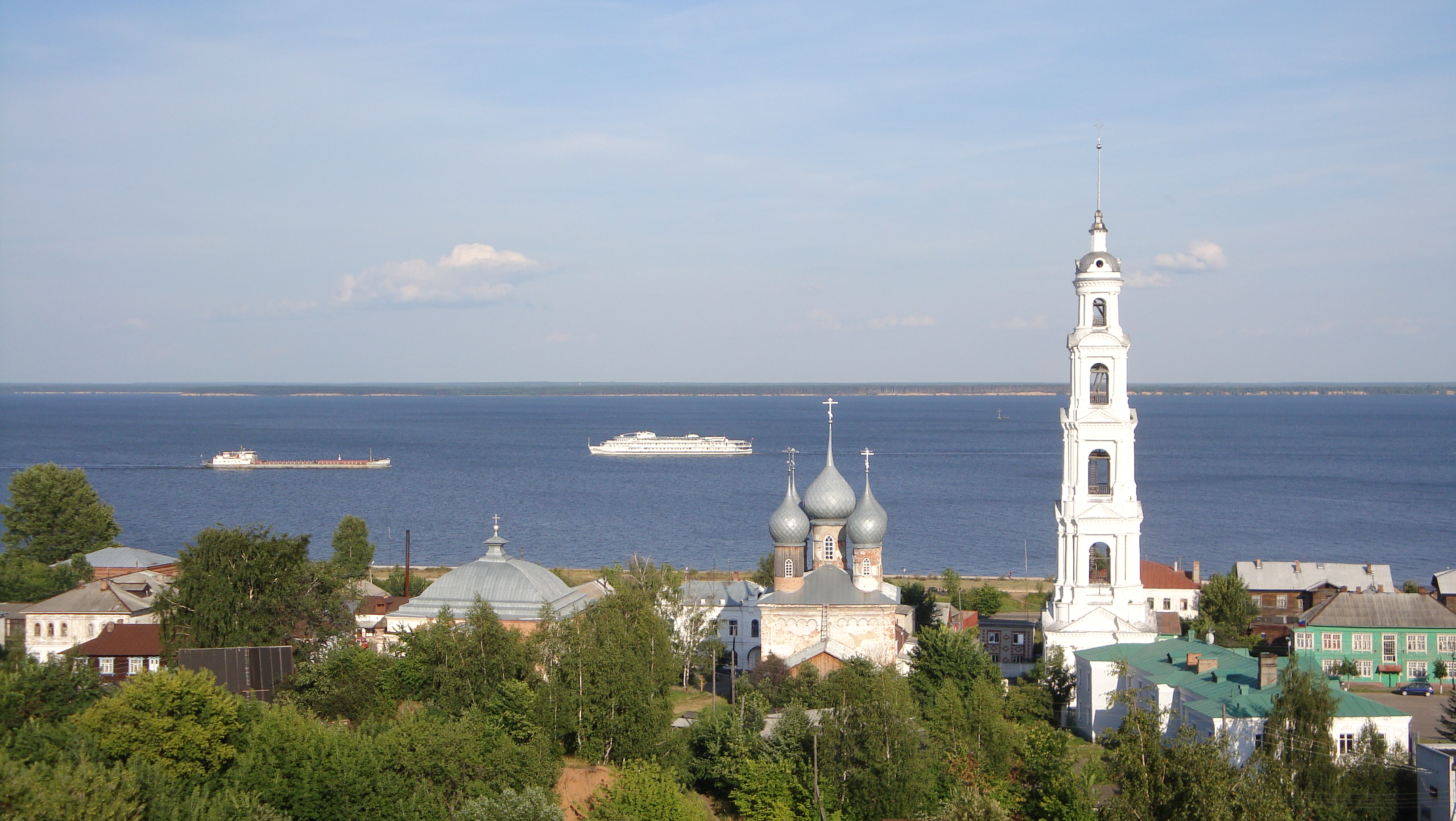
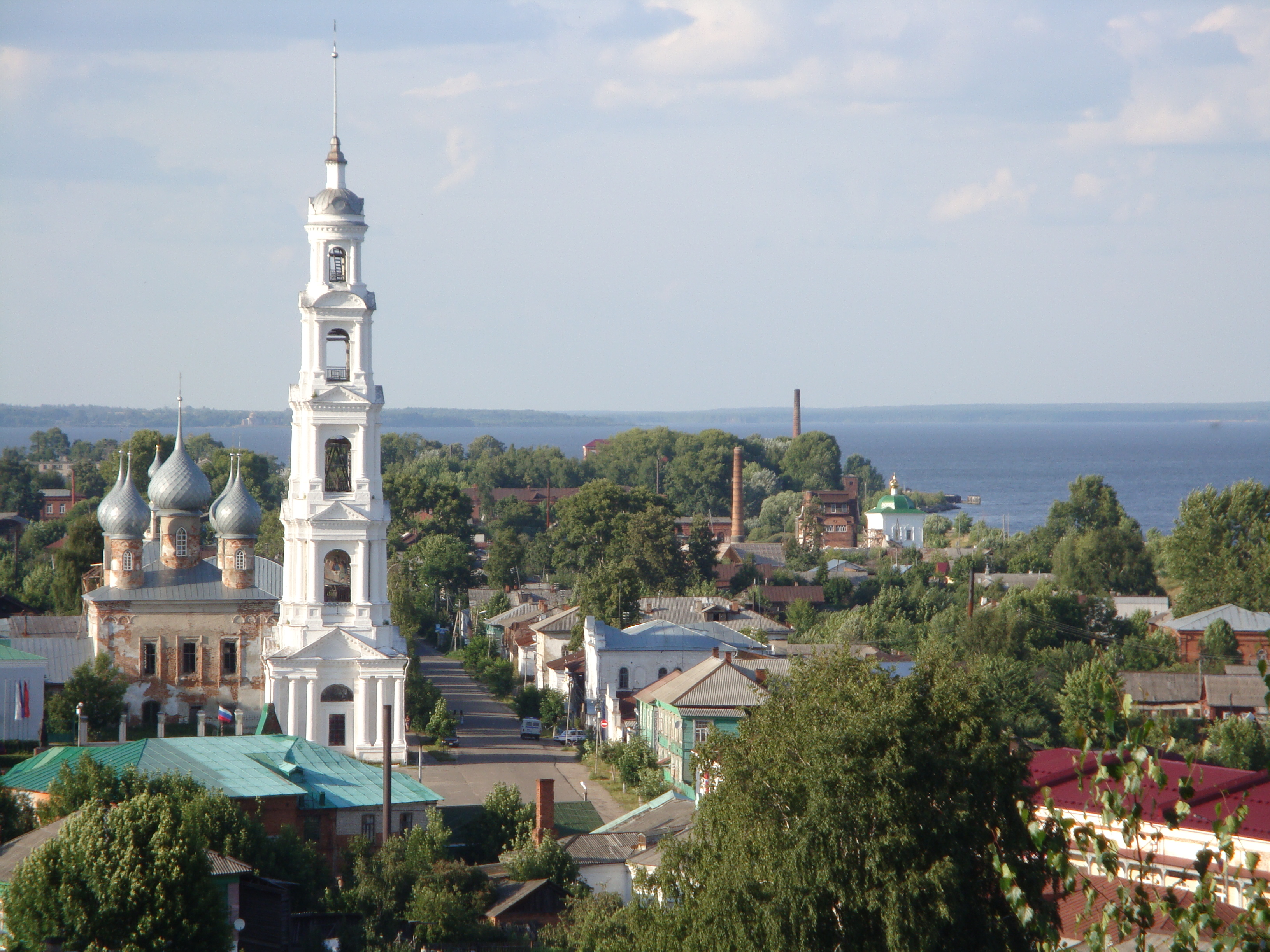
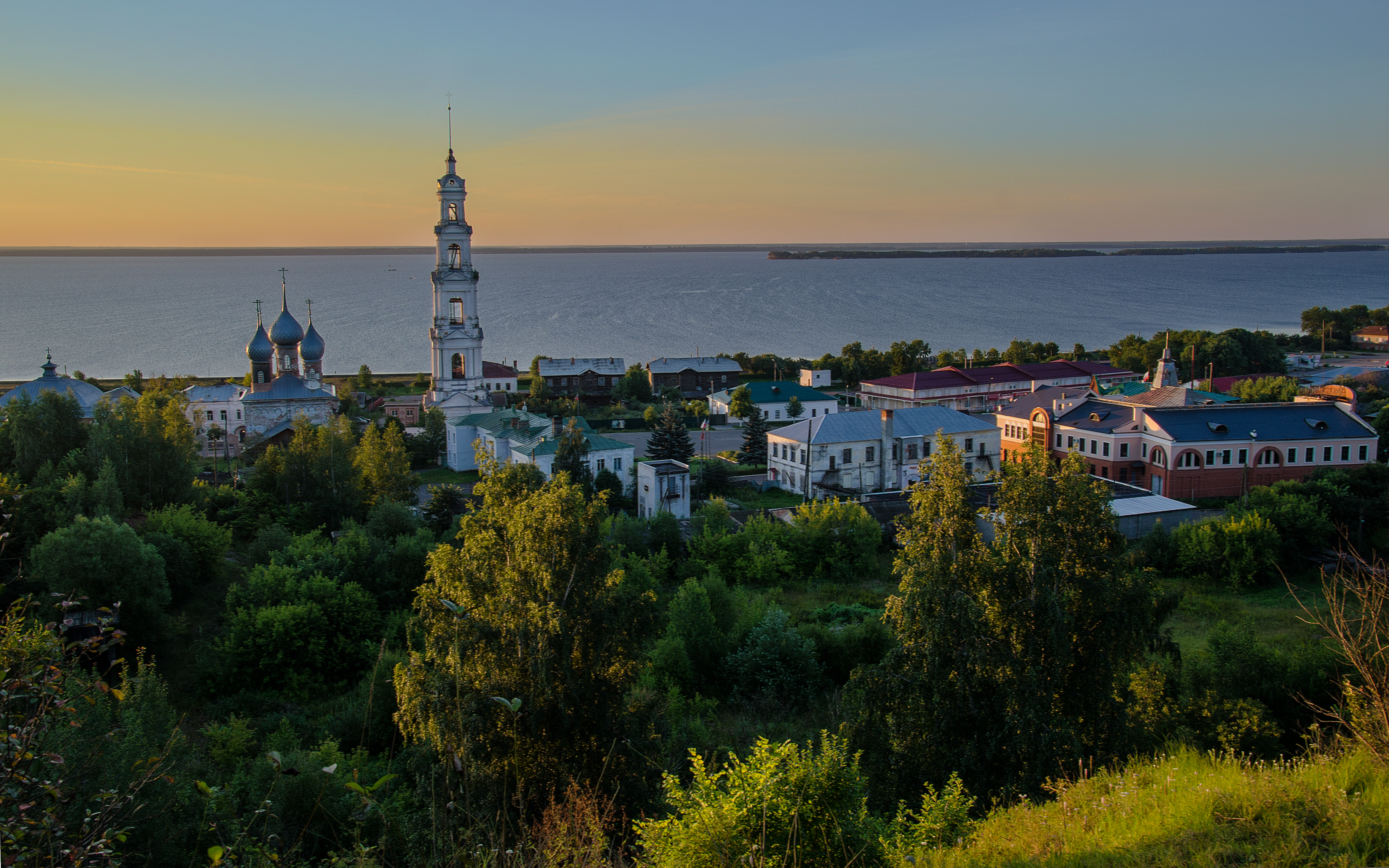
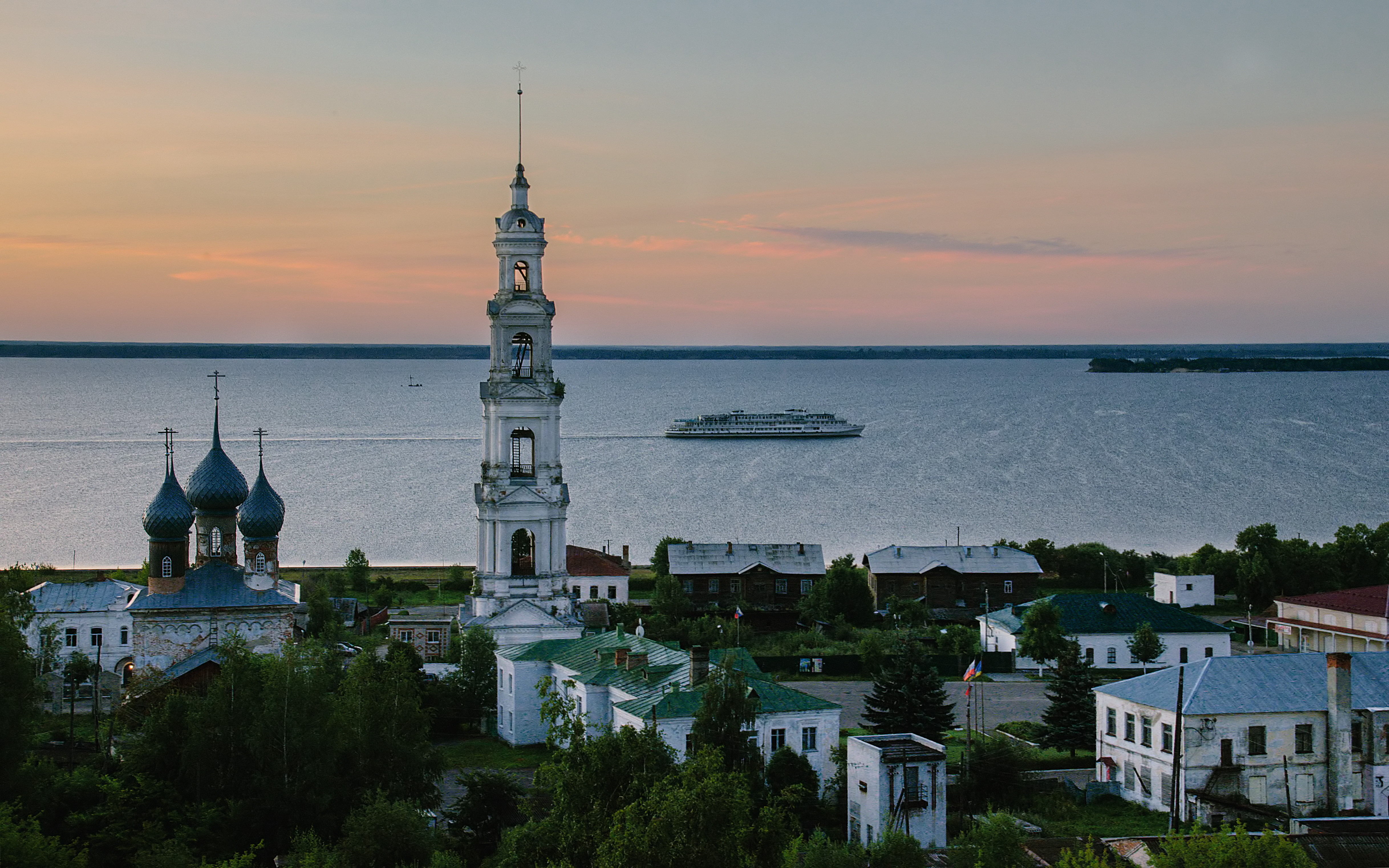
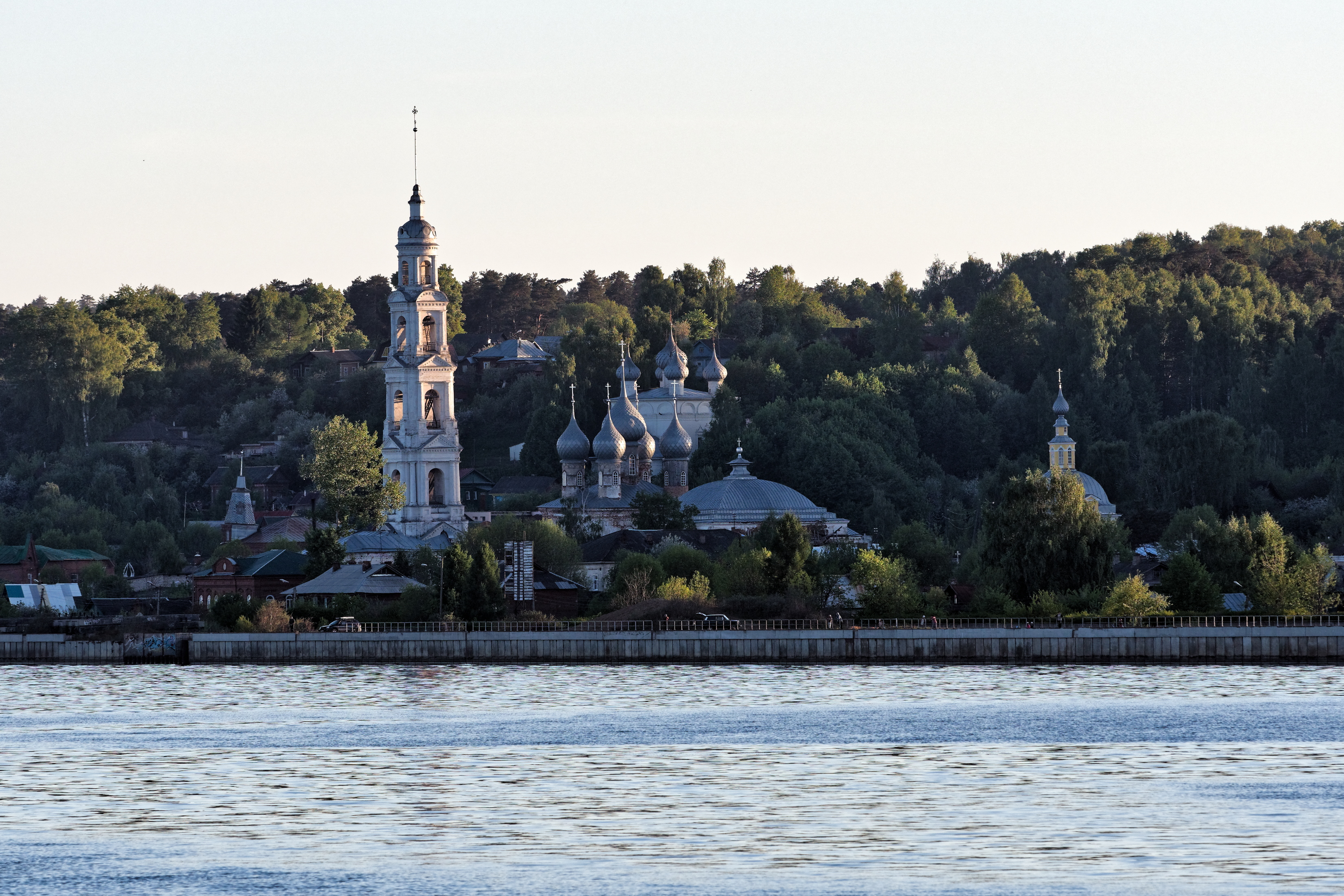

## Заснування

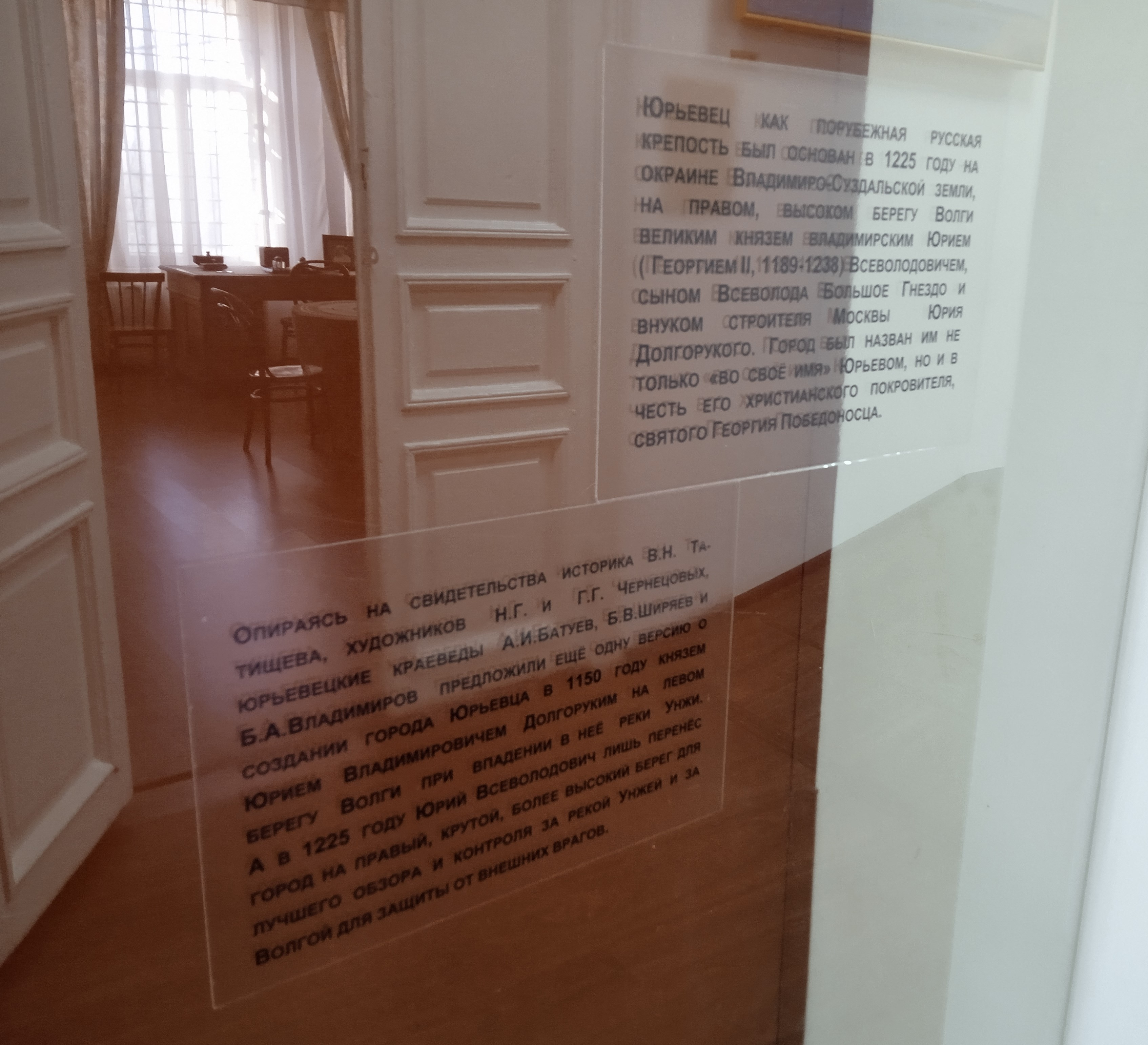
Замітка про заснування міста в Історико-художньому музеї

За твердженням російського історика XVIII століття В. М. Татищева, Юр'євець Повольський заснував ростово-суздальський князь Юрій Долгорукий — у 1150 році, а не великий князь Володимирський Юрій II Всеволодович — у 1225 році, як вважається історичною наукою нині. Версія Татищева про зв'язок заснування міста з Юрієм Долгоруким не має підтверджень. Загальноприйнятою версією є заснування Юр'євця в першій половині XIII століття як укріплення для захисту східних рубежів Північно-Східної Русі великим князем Володимирським Юрієм II Всеволодовичем на місці явлення йому ікони великомученика Георгія Побідоносця, і був названий на честь цього святого — Юр'єв-Повольський. Вперше в письмових джерелах ця легенда з'явилася лише в середині XVII століття при складанні Костромської редакції житія Георгія Всеволодовича, створеної агіографом Сергієм (Шелоніним). Згідно з легендою, князь побачив уві сні ікону святого Георгія зі свічкою на протилежному березі Волги. Перебравшись через річку, він знайшов ікону на лісовій горі і повелів заснувати на цьому місці місто і звести Георгіївську церкву. Так був побудований перший Юр'євецький кремль на Георгіївській горі.

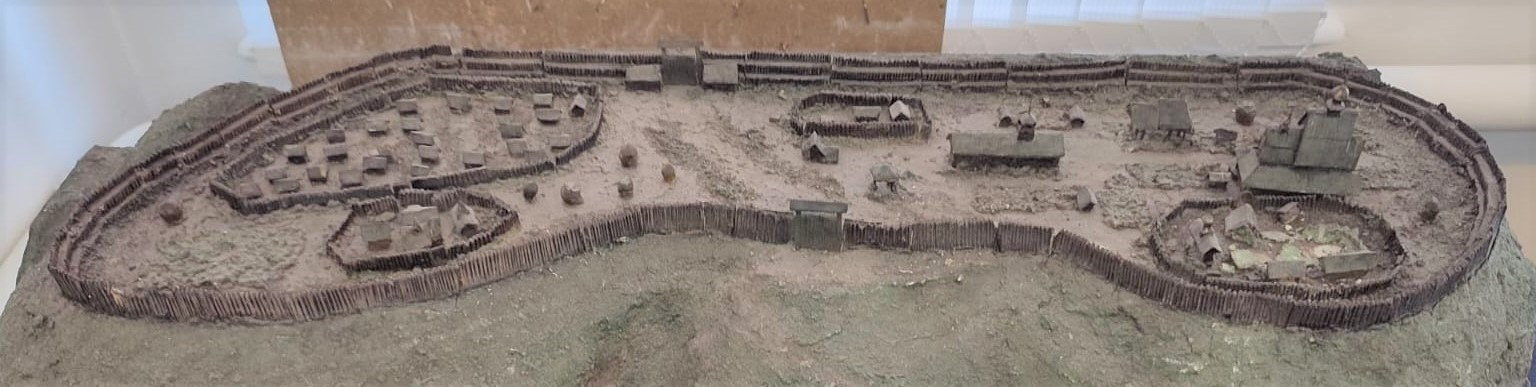
Макет міста-фортеці Юр'євця-Повольського в XIII столітті на Георгіївській горі.
Історико-художній музей міста Юр'євця.

В юр'євецькій історіографії фігурують дві дати заснування міста — 1225 і 1228 рік, що з'явилися внаслідок поганого збереження костромського списку Степенної книги. Дата 1225 рік вперше зафіксована в документах органів самоврядування в 1785 року, а 1228 рік вперше фігурує в церковних відомостях 1819 року. Вперше в друкованому вигляді 1225 рік з'явився в 1827 році в листі костромського історика-краєзнавця О. Д. Козловського, а 1228 рік — у 1848 році у «Військово-статистичному огляді Російської імперії». Нині верифікувати ці відомості неможливо. У 1897 році відомий археолог О. А. Спіцин виявив сліди давнього городища на горі Пушкарисі. На думку історика К. Є. Балдіна, найдавнішими містами Івановської області є Пльос та Юр'євець. Місто вперше згадане в «Список руських міст далеких і близьких» (1380—1390). У 2013 році під час археологічних розкопок на Тургенєвському Плато було виявлено іконку-медальйон із зображенням Богородиці Оранти, що стало додатковим доказом ранньої дати заснування міста Юр'євця.

## Історія

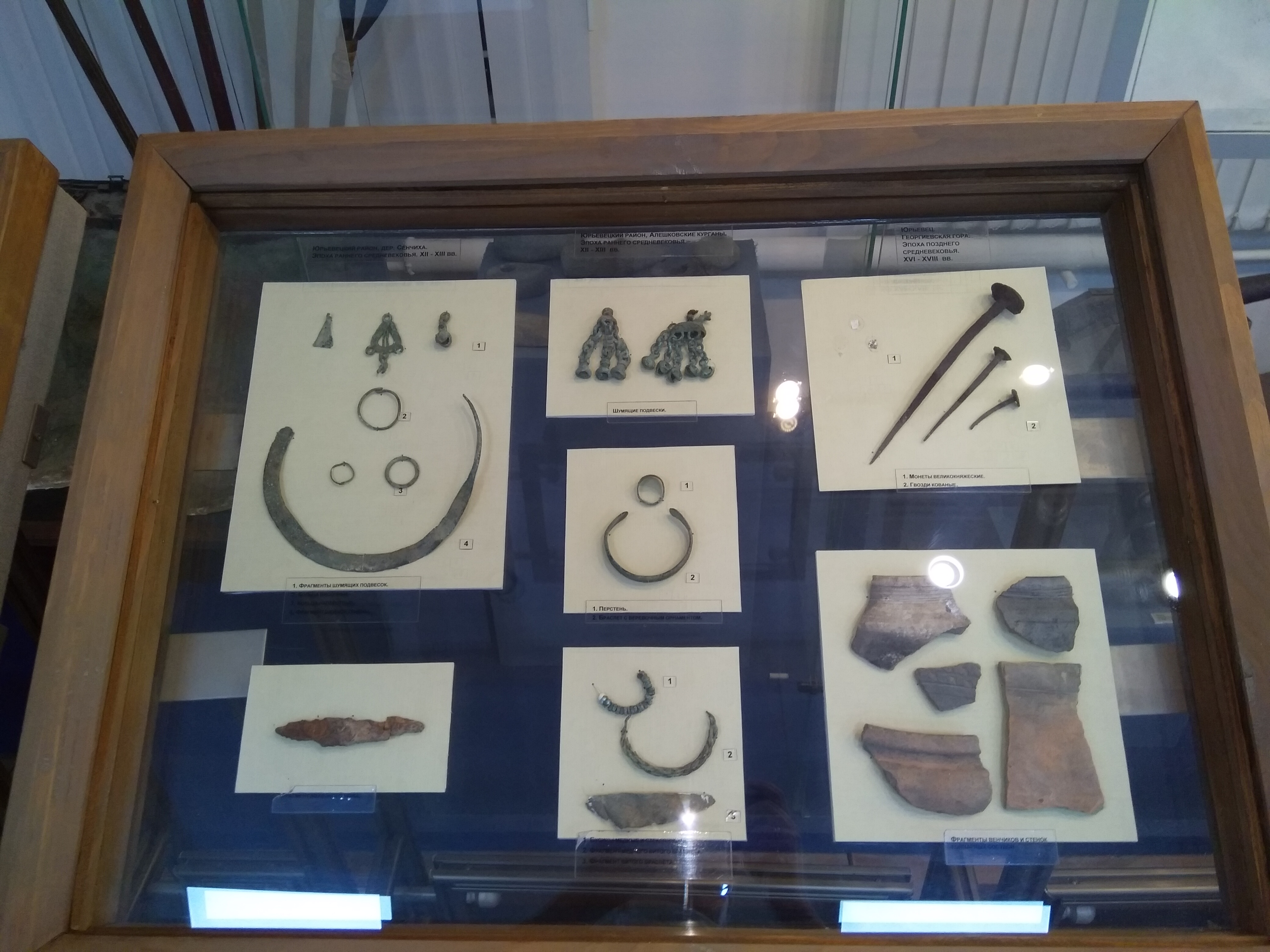
Археологічні знахідки епохи Середньовіччя в Юр'євці та Юр'євецькому районі. Правий вертикальний ряд:
Юр'євець, Георгіївська гора, XVI—XVIII століття. Історико-художній музей міста Юр'євця.

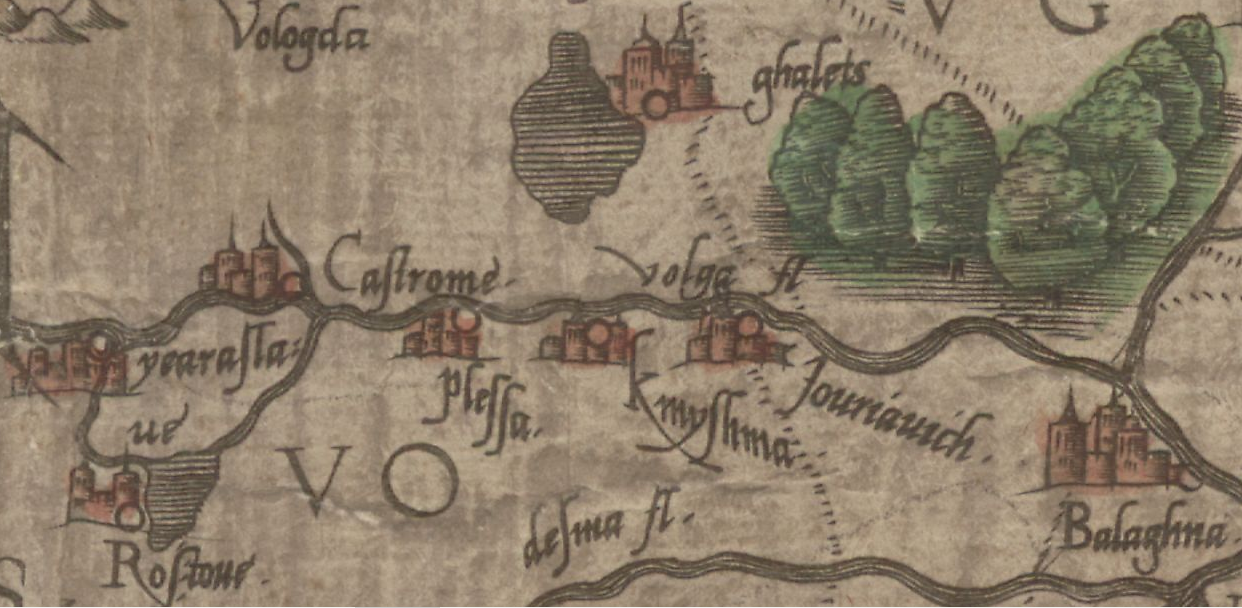
Юр'євець на карті «Опис Росії, Московії та Тартарії», виданій англійським послом і мандрівником Ентоні Дженкінсоном у 1562 році в Лондоні

### Рання історія (XIII—XVI століття)
У 1237 році місто було зруйноване військами монгольського хана Батия, що вторгся на Русь. Входило до складу Городецького князівства. У 1380 році юр'євецькі ратники брали участь у Куликовській битві.
У 1467 році воєвода князь Іван Стрига-Оболенський переслідував казанських татар від Костроми до Унжі та Юр'євця. У 1536 і 1539 роках татари здійснили набіги на околиці Юр'євця. У 1593—1594 роках було складено «Сотну грамоту 1593/94 року на посад Юр'євця Повольського», перший перепис — унікальний документ з історії XVI століття. У 1552 році указом Івана Грозного Юр'євець було передано в уділ астраханському царевичу Кайбулі. У 1556 році Іван Грозний відписав Юр'євець в опричнину.

### Смутний час і XVII століття
У січні 1609 року в Юр'євці проти польсько-литовських інтервентів виступило місцеве ополчення під проводом земського старости Федора Красного. Того ж року польсько-литовський загін шляхтича Олександра Лісовського, розоривши Шую та Кінешму, напав на Юр'євець, але знайшов місто порожнім, оскільки жителі завчасно сховалися в лісах на луговій стороні. Лісовський спалив місто, а в уцілілих будинках на посаді розмістив загін поляків. Пізніше поляки, побоюючись народного повстання, перемістилися на острів Мамшин, що знаходився за дві версти вище Юр'євця. У травні 1609 року воєвода Федір Іванович Шереметєв прибув із Нижнього Новгорода з військовою дружиною, напав на поляків і розбив їхній загін.
На початку 1611 року князь Куракін зайняв Юр'євець з метою підпорядкування його полякам. У січні 1612 року Московська боярська дума надіслала в Кострому грамоту з наказом зберігати присягу королевичу Владиславу, однак жителі Костромської сторони підтримали рух Мініна і Пожарського. Жителі Юр'євця передали ополченню гроші та надали воїнів. Юр'євецькі татари також приєдналися до загону Пожарського в Пльосі.
У 1614 році місто було розграбоване отаманом І. М. Заруцьким. Після цього на Предтеченській горі було зведено новий дерев'яний острог, довжина стін якого становила 700 м, він мав двоє воріт. У 1619—1620 роках на честь перемоги над польсько-литовськими інтервентами на замовлення посадських людей була зведена Богоявленська церква (нинішня будівля збудована близько 1720 року).
У XVII столітті Юр'єв-Повольський став важливим торговим містом. У місті служив майбутній відомий діяч старообрядництва протопіп Авакум Петрович. У 1652 році, після другої втечі з села Лопатиці, де він служив священиком і зазнавав переслідувань через вимогу суворого благочестя, Авакум був призначений протопопом у Юр'єв-Повольський. Тут він засуджував будь-який відступ від благочестя і стягував податки для патріаршої скарбниці, чим налаштував проти себе духовенство і паству. У травні — червні того ж року Авакума жорстоко побив натовп, і він утік до Костроми, а потім до Москви.
У 1653—1655 роках епідемія чуми забрала життя трьох чвертей населення Юр'євця.
Під час повстання Степана Разіна жителі Юр'євця підтримали законну владу, за що отримали царську похвальну грамоту від Олексія Михайловича 10 листопада 1670 року, що звільняла їх від сплати нових податків на 1671 рік.
У 1661 році на Воскресенській горі за указом царя Олексія Михайловича було закладено великий кам'яний кремль — «Біле місто». Його стан, як і стан усього міста та повіту, було детально зафіксовано під час писцевого та межового перепису 1676 року (7184 р. від Створення світу), проведеного писцями Іваном Опанасовичем Желябужським та піддячим Андрієм Рибінським. Згідно з цим переписом, кам'яний кремль мав кам'яні стіни з вежами (згадуються Вознесенські ворота, кругла і чотирикутна вежі з наведенням їх розмірів), проте земляні вали і вежі, що його оточували, до цього часу частково осипалися і обвалилися. Одночасно продовжував функціонувати і дерев'яний острог із сосни та ялини, що мав Польові та Посадські ворота, вартові хати та деяке озброєння. Місто мало значний для свого часу арсенал, що включав, за розписом воєводи Івана Борнякова, не менше 11 пищалей різного калібру, понад 350 пудів пороху, 111 пудів свинцю, сотні ядер, мушкетів, сокир, бердишів, рогатин і пік. Однак будівництво кам'яного кремля так і не було завершено через інші пріоритети нового царя Петра I, а з 1780 року його було розібрано на цеглу. Нині нагадуванням про фортецю залишаються земляний вал із ровом та озеро; місцеві жителі називають цей район «Біле місто».
Перепис 1676 року зафіксував на посаді Юр'євця 337 житлових дворів (181 тяглий, що платив податки, і 156 нетяглих) і 71 порожній двір. Загальна кількість душ чоловічої статі становила 582 особи (407 у тяглих і 175 у нетяглих дворах). Населення було соціально різноманітним: посадські люди (вищої, середньої та нижчої категорій), бобилі, вдови, збіднілі жителі, служиві люди (стрільці, пушкарі, воротники, ямщики, єзовщики), духовенство, члени Гостинної сотні, приказні та робочі люди. Писцева книга свідчить про наслідки попередніх лих: посадські люди в чолобитній скаржилися на зубожіння, а значна кількість порожніх дворів говорить про демографічні втрати.
Книга 1676 року детально описує економічне життя міста. Активно велася торгівля на площі, де розташовувалося 57 крамниць, 8 комор та інші будівлі; торгували сіллю, хлібом, залізом, рогожами, милом та іншими товарами. Були розвинені ремесла: ковальське, шкіряне, гончарне, іконописне, шевське. Важливе місце займали рибальство (у книзі детально описані рибні лови на Волзі та озерах) і бортництво. У місті діяли адміністративні будівлі: воєводський двір, приказна ізба, земська ізба, митна ізба, а також Государев Винокуренний двір.
23 жовтня 1695 року в Юр'євці Повольському відбулося чудесне явлення Корсунської ікони Божої Матері. Ця подія описана в «Повісті про явлення Корсунської ікони», рукопис якої (кінця XVII століття) було виявлено та досліджено істориком Ю. С. Бєлянкіним. Згідно з «Повістю», ікону було знайдено в новопобудованій після пожежі 1666 року дерев'яній Христорождественській церкві (початок будівництва якої зафіксовано в писцевій книзі 1676 року). Пам'ять про цю подію збереглася у посвяченні приділу кам'яної Різдвяної церкви XIX століття (збудована близько 1815 року), зведеної на тому ж місці. «Повість» також згадує про шанування в Юр'євці іншого образу — списку з Єрусалимської ікони письма Кирила Уланова. Цей анонімний твір є важливим джерелом із сакральної історії міста, доповнюючи відомості про таких особистостей, як Симон Юр'євецький та протопоп Авакум, також пов'язаних з Юр'євцем у XVII столітті. Доля самої явленої Корсунської ікони нині невідома.

### Юр'євець у XVIII столітті
У 1708—1714 та 1717—1719 роках Юр'євець мав статус повітового міста Казанської губернії, у 1714—1717 та 1719—1778 роках — повітового міста Нижньогородської губернії, з 1719 року — Нижньогородської провінції у складі цієї губернії, у 1778—1796 роках — Костромського намісництва, у 1796—1918 роках — Костромської губернії.

#### Перші десятиліття XVIII століття
У 1700 році була побудована Благовіщенська церква.

#### Економічний та соціальний розвиток у другій половині XVIII століття
У 1746 році побудована та освячена Преображенська церква. Вищим органом міського самоврядування був магістрат. Він складався з двох бургомістрів та чотирьох ратманів. З 1785 року на додаток до магістрату було введено міську думу на чолі з міським головою. У ході реформи Катерини II у 1775 році в Юр'євці введено посаду городничого. Для охорони порядку створено інвалідну команду, набрано десятських. У 1778 — Юр'євець отримав статус міста. 29 травня (березня) 1779 року імператриця Катерина II «За заслуги міста перед державою подарувала Юр'євцю іменний герб». Відповідно до генплану 1795 року в місті було здійснено регулярне планування. Землемірами були П. Шубніков та І. Гове. У 1798 році відкрито Управу благочиння. Наприкінці XVIII століття в Юр'євці відкрито поштовий тракт із поштовою станцією. До 1800 року було вже 10 пар поштових коней. У 1806 році збудовано спеціальний будинок для поштової контори. За даними переписів наприкінці XVIII століття в Юр'євці налічувалося близько 500 будинків. Більша частина населення складалася з міщан. Також проживали купці, духовенство, чиновники, відставні солдати. Загалом у місті було зареєстровано близько 1500 ревізьких душ.

### Юр'євець у XIX столітті

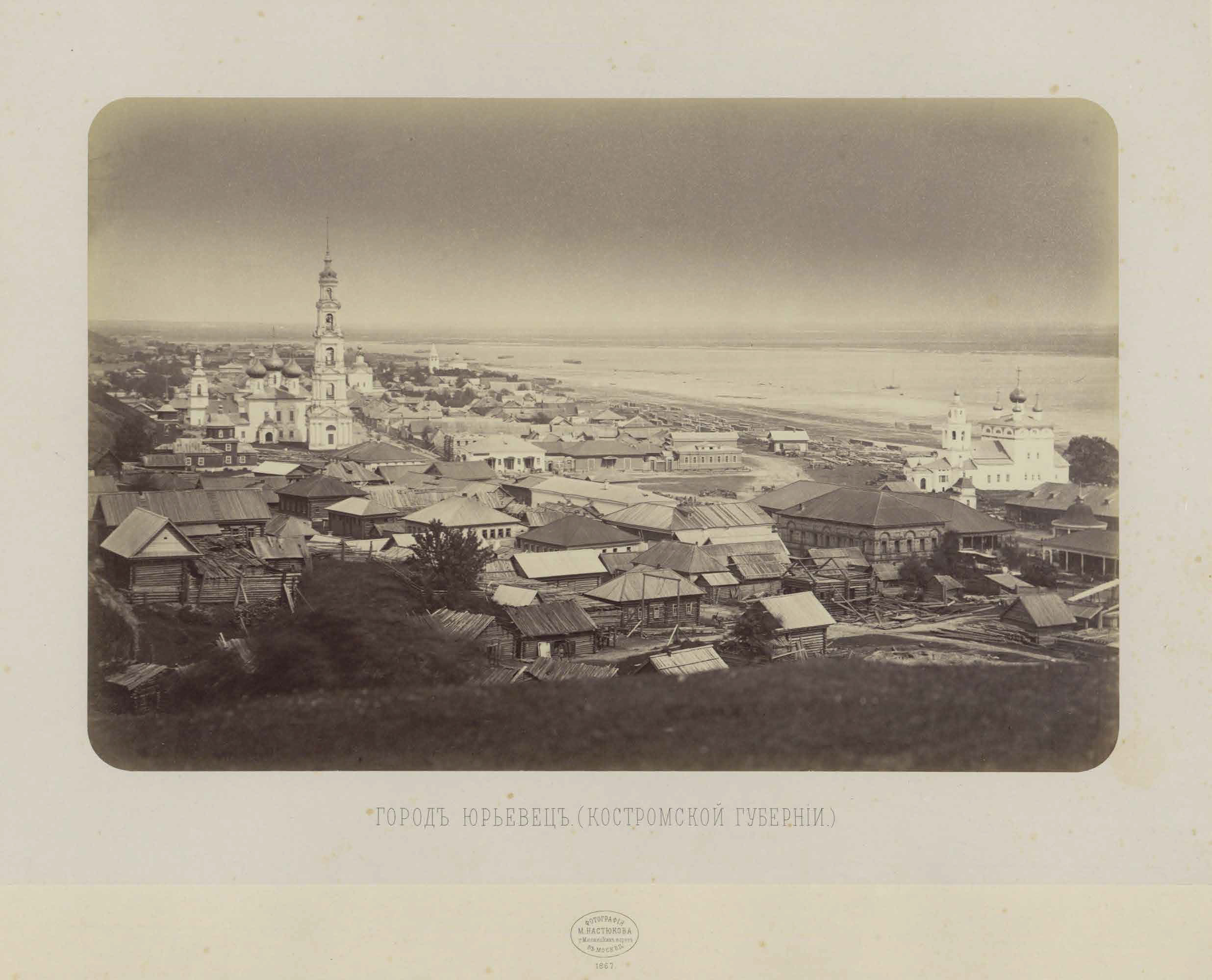
Юр'євець у 1867 році

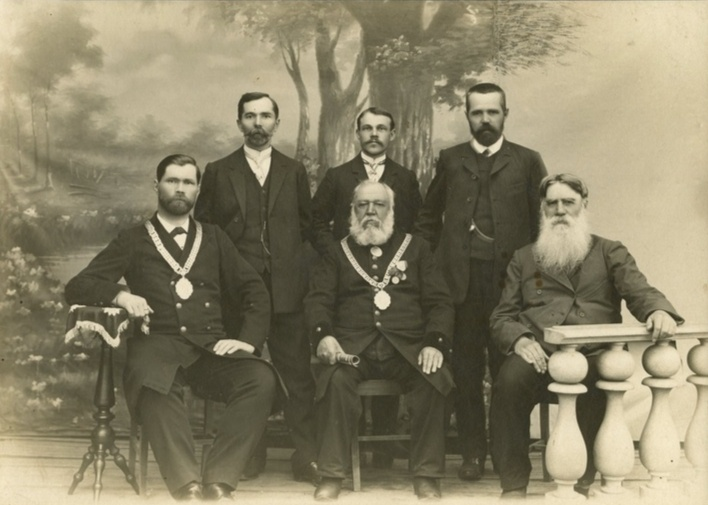
В. Є. Ліцов, голова міської управи (з 1894 по 1912) з соратниками, 1911

#### Розвиток міста в першій половині XIX століття
У 1800 році збудовано кам'яну Предтеченську церкву з дзвіницею. У 1815 році — Різдвяну церкву. У 1816 році за ініціативою начальника окружної внутрішньої варти в Юр'євці було відкрито лікарню для лікування солдатів інвалідної команди та арештантів. Це був перший медичний заклад у місті. У 1820 році відкрито парафіяльне церковне училище. До 1820-х років у Юр'євці налічувалося близько 140 приватних крамниць, об'єднаних у торгові ряди за товарами, що продавалися. У 1838 році збудовано спеціальний громадський будинок для готелю.

#### Промисловість, культура та події у другій половині XIX століття
У 1858 році, під час подорожі Волгою, Юр'євець відвідали імператор Олександр II та імператриця Марія Олександрівна. Пароплави «Эстафетъ» та «Курьеръ», пройшовши Кінешму, зупинилися на ніч. 18 серпня о 4 годині ранку вони вирушили до Юр'євця, куди «Эстафетъ» прибув о 7:30 ранку. Жителі міста зустріли імператорське подружжя з почестями: міський голова Дружинін, почесні купці Арістов і Муравйов, а також представники удільних селян піднесли їм хліб-сіль на човнах. Доньки купця Духінова подарували імператриці два букети квітів. Перед відплиттям імператор та імператриця вийшли на палубу пароплава і були привітані 7000 юр'євчанами, що зібралися, які з вигуками «ура!» вітали Їх Величності. О 9 годині ранку імператорське подружжя продовжило шлях до Нижнього Новгорода.
З середини XIX століття в Юр'євці формується велика вантажно-пасажирська пристань. У 1865 році було запущено телеграф.
У 1866 році Юр'євець відвідав спадкоємець престолу (майбутній імператор Олександр III), а в 1881 році місто відвідав сам імператор Олександр III разом із дружиною Марією Федорівною та дітьми, включаючи майбутнього Миколу II.
У 1871 році збудовано Юр'євецьку льонопрядильну фабрику та розпочалися перші метеорологічні спостереження в Юр'євці. У 1876 році засновано Юр'євецьку публічну бібліотеку. У 1878 році відкрилася богадільня Юр'євецького міського будинку опіки для престарілих та калік обох статей. У 1880 році М. І. Красильников заснував у Юр'євці пивоварний завод. 23 квітня 1889 року відкрився Юр'євецький будинок опіки для бідних громадян. У 1895 році московська компанія «Брант і Ко» придбала ділянку землі біля Кривоєзерського монастиря і розпочала будівництво найбільшого лісопильного заводу в Поволжі на лівому березі Волги, навпроти міста Юр'євець. В результаті навколо заводу було швидко збудовано житло для робітників, утворивши селище Нова Слобідка. Наприкінці XIX — на початку XX століття за сприяння міського голови Василя Єремійовича Ліцова в місті були відкриті жіноча прогімназія та реміснича школа, а також замощені вулиці.

### Юр'євець на початку XX століття
На початку XX століття Юр'євець продовжував розвиватися як повітовий центр Костромської губернії. У 1904 році було відкрито першу земську лікарню. Економічне життя міста поповнилося новим підприємством — у 1906 році збудовано крохмальний завод. Культурна сфера також отримала розвиток: у 1911 році в міському саду було відкрито Літній театр.

#### Проїзд Імператорської родини повз Юр'євець на пароплаві (1913)
Особливою подією для жителів став прохід імператорської флотилії Волгою у травні 1913 року в рамках святкування 300-річчя Дому Романових. Увечері 17 (30) травня імператор Микола II з родиною перейшов на пароплав «Межень», який очолив флотилію, що прямувала до Костроми. Вранці 18 (31) травня флотилія увійшла в межі Костромської губернії. Московський губернатор В. Ф. Джунковський, який супроводжував імператорську родину, пізніше згадував, що для організації заходів безпеки в Костромі він випередив царську родину, скориставшись пароплавом «Царь Михаил Фёдорович». Він також зазначав, що поблизу Юр'євця та Кінешми «натовпами збирався народ і духовенство, вітаючи Государя». Жителі Юр'євецького повіту, як і населення інших прибережних пунктів, висловлювали свою відданість, збираючись на берегах Волги. До проходу флотилії Юр'євець був святково прикрашений: зведено арки із зелені та прапорів, будівлі та пристані декоровані національними прапорами та гірляндами. Місцеве духовенство зустрічало імператорську родину хресними ходами на березі, служачи молебні під урочистий дзвін.
У 1914 році, з початком Першої світової війни, був сформований 323-й Юр'євецький піхотний полк, який незабаром був направлений на захист фортеці Івангород.
До 1916 року Юр'євець мав усі атрибути повітового міста Російської імперії. Функціонували повітовий з'їзд, земська та міська управи, поліцейське управління, поштово-телеграфна контора, казначейство, тюремне відділення. Міським головою був купець Олександр Львович Флягін. Освіта була представлена чоловічою класичною та жіночою імені О. С. Пушкіна гімназіями, вищим початковим училищем, міським 4-класним училищем та кількома парафіяльними школами. Медичне обслуговування забезпечували земська лікарня з лікарями, фельдшерами та акушерками, а також земська аптека під керівництвом провізора Н. І. Міндовського. У місті діяли різноманітні громадські організації: комітет допомоги хворим та пораненим воїнам, товариство допомоги нужденним учням, товариство любителів драматичного мистецтва, дитячий притулок, міський дитячий притулок, товариство взаємного страхування від вогню, пожежне товариство, кілька бібліотек. Економічне життя було представлене Громадським банком, агентствами різних страхових компаній («Росія», «Саламандра», «Якір» та ін.), численними торговими закладами. Серед них виділялися магазини мануфактурних та галантерейних товарів О. Л. Флягіна, іконна, книжкова та паперова торгівля В. І. Лемяховського, булочна та кондитерська С. Н. Галкіної, друкарня та книгарня В. Н. Крилова. Також велася торгівля дровами та лісом (спадкоємці О. С. Павловського, Є. А. Єфімова), працювала фотографія Д. І. Рябова.
У 1916—1917 роках міська влада Юр'євця на чолі з міським головою О. Л. Флягіним зробила спробу відкриття в місті відділення Державного банку. У клопотаннях до Правління Держбанку вказувалося на розвиток місцевої торгівлі та промисловості (включаючи льонопрядильну фабрику, парові борошномельні млини, крохмальний та лісопильні заводи), значні обороти повітового казначейства та міського громадського банку, що створювало потребу в доступному кредиті. Міське товариство було готове надати під відділення банку кам'яну будівлю або ділянку землі в центрі міста. Однак, незважаючи на ці зусилля, Державний банк двічі, у листопаді 1916 та січні 1917 року, відхилив прохання. Причинами відмови стали труднощі з формуванням банківського персоналу в умовах Першої світової війни та наявність інших, більших торгово-промислових центрів, які потребували відкриття відділень Держбанку в першу чергу. Таким чином, до революційних подій 1917 року відділення Державного банку в Юр'євці так і не було відкрито.

### Юр'євець у радянський період

#### Становлення радянської влади та міжвоєнний період
22 грудня 1917 року (4 січня 1918 року за старим стилем) в Юр'євці було встановлено радянську владу. 10—12 травня 1918 року в залі земської управи відбувся перший повітовий з'їзд Рад. У 1918—1929 роках Юр'євець мав статус повітового міста Іваново-Вознесенської губернії, у 1929—1930 роках — районний центр Кінешемського округу Івановської Промислової області, у 1930—1936 — центр Юр'євецького району Івановської Промислової області, з 11 березня 1936 року по 1963 рік і з 1965 року — центр Юр'євецького району Івановської області. 17 травня 1921 року постановою Пленуму Юр'євецького повітового виконкому було організовано Юр'євецьку міськраду робітничих і селянських депутатів. 1 квітня 1923 року організовано Юр'євецьке управління держпароплавства, а також засновано Юр'євецький архів. У 1928 році було створено райпромкомбінат. У 1929 році створено Юр'євецький хімлісгосп. У 1930 році відкрито Зоотехнічний технікум. У 1938 році засновано Юр'євецький лісгосп. 10 квітня 1939 року постановою Івановського облвиконкому було організовано повітряну поштово-пасажирську лінію за трасою північно-східного напрямку з охопленням районних центрів.

### Німецько-радянська війна
У роки Німецько-радянської війни 1941—1945 років Юр'євецький район Івановської області зробив свій внесок у досягнення перемоги як мобілізацією людських і матеріальних ресурсів, роботою тилу, так і героїзмом своїх уродженців на фронтах.

#### Загальний внесок і втрати
За даними на 25 січня 1945 року, працівники Юр'євецького ліспромгоспу, тресту «Юр'євецьліс» та сплавної контори зібрали 175 тисяч рублів на будівництво танкової колони «Лісовий робітник». У період Німецько-радянської війни 6847 жителів міста Юр'євця та Юр'євецького району не повернулися з фронту.
Тисячі жителів району пішли на фронт. Промисловість і сільське господарство були перебудовані для потреб воєнного часу, населення активно брало участь у зборі коштів та допомозі фронту.

#### Мобілізаційні заходи та життя в тилу
22 червня 1941 року, після нападу Німеччини на СРСР, жителі Юр'євецького району дізналися про початок Німецько-радянської війни з радіозвернення В. М. Молотова. Партійний актив міста Юр'євця того ж дня ухвалив резолюцію, що декларувала готовність жителів виступити на захист країни. На засіданні бюро Юр'євецького райкому ВКП(б) 22 червня 1941 року (протокол № 126) були розподілені обов'язки з організації мобілізації, постачання транспорту та ресурсів, заміни мобілізованих працівників, політичної роботи та забезпечення порядку. Мобілізації підлягали військовозобов'язані 1905–1918 років народження. До 23 липня 1941 року, згідно зі списками, за мобілізацією вибуло 622 члени та кандидати в члени ВКП(б).
4 липня 1941 року бюро Юр'євецького РК ВКП(б) ухвалило постанову про посилення агітаційно-масової роботи, зокрема на Юр'євецькій льонопрядильній фабриці. Ставилися завдання інформування населення про події, виховання патріотизму та пильності, боротьби з поширенням чуток і паніки, а також організації культурних заходів оборонної тематики.
З початку війни в Юр'євецькому районі формувалися загони народного ополчення з громадян у віці від 17 до 55 років, які не підлягали першочерговому призову, включаючи жінок. Ополченці проходили бойову підготовку без відриву від основної роботи. У липні 1941 року вівся активний запис добровольців у ці формування.
Юр'євецький район приймав евакуйоване населення. На початку 1942 року прибуло близько 200 дорослих і 290 дітей-сиріт, у тому числі з Ленінграда та Вітебська. Для розміщення дітей було відкрито дитячі будинки. Згідно з доповідною запискою від 29 жовтня 1943 року, умови утримання дітей з евакуйованих дитячих будинків Білоруської РСР оцінювалися як задовільні, незважаючи на окремі випадки захворювань.
Жителі району активно брали участь у наданні матеріальної допомоги фронту та сім'ям військовослужбовців. У 1941 році було зібрано кілька тисяч теплих речей і відправлено сотні посилок на фронт. 17 вересня 1943 року було ухвалено постанову про проведення декадників з надання допомоги сім'ям військовослужбовців. Здійснювався збір подарунків для підшефних госпіталів.
Промислові підприємства району були переорієнтовані на потреби фронту. Трест «Юр'євецьліс», що об'єднував вісім ліспромгоспів і дві сплавні контори, випускав рушничні приклади, сани, лижі, снігоступи, тарну дощечку для ящиків під боєприпаси, а також постачав деревину для Горьковського автозаводу та інших оборонних підприємств. 29 січня 1943 року бюро Юр'євецького РК ВКП(б) ухвалило рішення щодо виконання плану заготівлі та вивезення лісоматеріалів.
Населення брало участь у зборі грошових коштів до Фонду оборони. Значні суми надходили від продажу врожаю, отриманого з надпланових «гектарів оборони». За роки війни колгоспи Юр'євецького району перерахували до Фонду оборони 754 976 рублів 14 копійок. Проводилася підписка на державні військові позики. У період з 1942 по 1945 рік було розміщено чотири таких позики. За планом розміщення Четвертої Державної військової позики 1945 року, по Юр'євецькому району передбачалося зібрати 6,4 мільйона рублів.
Підтримувався зв'язок між фронтовиками та трудівниками тилу через листування. В архівах зберігся, наприклад, лист із Калінінського фронту, датований 10 червня 1942 року, адресований комсомольцям Юр'євецького району.

#### Герої Радянського Союзу з Юр'євецького району
Згідно з Книгою пам'яті Івановської області, 2452 фронтовики з Юр'євецького району були нагороджені бойовими орденами та медалями. Четверо з них удостоєні звання Герой Радянського Союзу:
Михайло Іванович Пивоваров (13 грудня 1915, с. Скуратиха — 25 травня 1976, Донецьк). Народився в селянській родині. Закінчив початкову школу в с. Мальгіно та семирічну школу в Юр'євці. Працював бригадиром у колгоспі. У листопаді 1936 року призваний до Червоної армії. Закінчив полкову школу молодших командирів та Орловське бронетанкове училище (березень 1939). Служив командиром танка в Ленінградському військовому окрузі. Учасник Німецько-радянської війни з 27 червня 1941 року. Воював на Північно-Західному, Ленінградському, Волховському та 1-му Білоруському фронтах. Брав участь у боях під містом Остров (Псковська область) та під Ленінградом. За визволення Новгорода в січні 1944 року нагороджений орденом Червоного Прапора. У травні 1944 року за бої з визволення польських міст Мацеюв та Луків нагороджений орденом Вітчизняної війни II ступеня. У ході Вісло-Одерської операції танкова рота під командуванням М. І. Пивоварова знищила 11 танків і самохідних гармат, 15 бронетранспортерів та 3 автоколони противника. При форсуванні річки Джевичка Пивоваров знайшов брід, забезпечивши переправу роти та просування танкової бригади. 27 лютого 1945 року М. І. Пивоварову присвоєно звання Героя Радянського Союзу.
Борис Миколайович Мошков (17 червня 1922, Юр'євець — 6 травня 1984, Кривий Ріг). Народився в робітничій родині. У 1940 році закінчив 8 класів, у 1941 році — Кінешемський аероклуб. У квітні 1941 року призваний до Червоної армії, направлений до Поставської авіаційної школи пілотів, потім до 1-ї Чкаловської військової авіаційної школи пілотів, яку закінчив у грудні 1941 року, освоївши штурмовик Іл-2. На фронті з липня 1942 року у званні сержанта, служив льотчиком у 431-му штурмовому авіаційному полку. Брав участь у боях під Сталінградом та на Курській дузі. Був призначений командиром ескадрильї. За рік бойової роботи збив 5 літаків, знищив 22 танки, 11 автомашин, 20 гармат, кілька складів із пальним та боєприпасами, потопив річковий пароплав із військовим вантажем та понад 800 солдатів і офіцерів противника. 1 травня 1944 року штурмовик Мошкова був підбитий, але льотчик зумів довести пошкоджену машину до своєї території та покинув її на парашуті з малої висоти. 19 серпня 1944 року Борису Миколайовичу Мошкову присвоєно звання Героя Радянського Союзу; про нагородження він дізнався по радіо під час бойового вильоту.
Олексій Іванович Сиротін (19 березня 1919, с. Гуменки — 23 лютого 1945, Марія-Хофхен, Польща). Навчався в сільській школі, працював трактористом. У 1939 році призваний до Червоної армії, служив у танкових військах. Учасник Німецько-радянської війни з 1942 року. У 1942—1943 роках брав участь у Сталінградській битві у складі 10-ї стрілецької дивізії військ НКВС. Був важко поранений. Після одужання направлений до артилерійського полку навідником гармати. 23 лютого 1945 року в бою біля села Марія-Хофхен (Польща), залишившись один біля гармати, єфрейтор Сиротін кілька годин відбивав атаки противника. Коли закінчилися снаряди, продовжував бій з автоматом до останнього патрона, будучи смертельно пораненим. У цьому бою знищив 4 кулеметні точки та до 60 солдатів і офіцерів противника. 27 липня 1945 року Олексію Івановичу Сиротіну присвоєно звання Героя Радянського Союзу (посмертно). Похований у Польщі.
Микола Михайлович Балуков (16 червня 1922, с. Зяблово — 7 листопада 1943, Віта-Поштова, Україна). Закінчив неповну середню школу, працював мотористом, вихователем у колонії неповнолітніх. У Червоній армії з перших днів Німецько-радянської війни. У 1941 році рядовий Балуков брав участь у боях під Ленінградом, нагороджений медаллю «За відвагу». Закінчив курси командного складу. Наприкінці 1942 року у званні молодшого лейтенанта призначений командиром кулеметної роти 529-го стрілецького полку. Брав участь у визволенні Орла, Харкова, Полтави. 1 жовтня 1943 року кулеметна рота під командуванням старшого лейтенанта Балукова однією з перших форсувала Дніпро на південь від Києва. Бійці захопили плацдарм і утримували його до підходу батальйону, відбивши кілька контратак. У цьому бою Балуков особисто знищив 14 солдатів противника та розрахунок станкового кулемета. 29 жовтня 1943 року Миколі Михайловичу Балукову присвоєно звання Героя Радянського Союзу. Загинув у бою 7 листопада 1943 року. Похований у селі Віта-Поштова Києво-Святошинського району Київської області України.

## Увічнення пам'яті
У післявоєнні десятиліття в Юр'євецькому районі на кошти, зібрані жителями, було встановлено монументи в пам'ять про загиблих воїнів. Краєзнавець, учасник Німецько-радянської війни В. Є. Колмаков, укладач книг «Солдатська доблесть» і «Подвиг», документував ці пам'ятки культури регіонального значення, створюючи картки з їхніми фотографіями та описами на початку 1970-х років.

#### Післявоєнний період
У 1954—1957 роках при спорудженні Горьковського водосховища була зведена захисна дамба протяжністю 3,2 км, однак, незважаючи на ці заходи, в північній та південній частинах міста було втрачено частину історичної забудови. Рівень води піднявся на 12,5 метрів. У Юр'євецькому районі робота з розселення зони затоплення почалася в 1950 році, хоча до лютого 1952 року не було жодної системи управління. Івановський облвиконком ухвалив рішення про вилучення 39 621 га землі, в тому числі 26 687 га колгоспів (51 колгосп) і 13 004 га інших землекористувачів, під котлован водосховища. Це торкнулося загалом 22 сільрад і 81 населеного пункту. У зоні затоплення знаходилося 384 державні установи, частина з яких була перенесена в Івановську область, а частина — в сусідню Костромську. Лісозавод «Красный Профинтерн» і сільська лікарня були перенесені на Глазову гору, а дерев'яна двоповерхова середня школа — на Селецьке поле. Пекарня була перенесена з селища Нова Слобідка до Юр'євця, житлові будинки приватних осіб були розібрані та перенесені в різні місця міста. У 1955 році до міської межі міста Юр'євець було включено територію сільця Карпушиха, яке раніше належало до Лазаревської сільради. 12 січня 1965 року Президія Верховної Ради РРФСР ухвалила Указ про зміни в адміністративно-територіальному поділі Івановської області. Згідно з цим указом, було утворено Юр'євецький район, до складу якого увійшло місто Юр'євець. Пучезький сільський район було перетворено на район, а місто Юр'євець отримало статус міста районного підпорядкування. У 1967 році встановлено обеліск на згадку про воїнів — юр'євчан, які загинули в роки Німецько-радянської війни. Постановою Державного комітету Ради міністрів РРФСР від 31 липня 1970 року № 36 Юр'євець було включено до числа історичних міст, що мають цінні містобудівні ансамблі та комплекси, природні ландшафти та давній культурний шар.

#### Містобудівні ініціативи 1970-х років та підготовка до 750-річчя міста
У 1970-ті роки в Юр'євці докладалися значні зусилля для розвитку міської інфраструктури та житлового фонду. Одним із найамбітніших проектів цього періоду стала розробка детального планування Предтеченського житлового району до 750-річчя міста.

##### Нездійснений проект Предтеченського житлового району
Відповідно до документа «Проект детального планування Предтеченського житлового району в м. Юр'євці. Пояснювальна записка», розробленого інститутом «Івановогромадпроект» у грудні 1973 року на замовлення Обласного відділу у справах будівництва та архітектури, передбачалося створення сучасного житлового району в північно-західній частині міста, на «горі Поетів». Проект передбачав багатоповерхову забудову, включаючи п'яти- та дев'ятиповерхові будинки, а також об'єкти соціально-культурної інфраструктури: школи, дитячі садки, магазини, підприємства побутового обслуговування, лікарню та об'єкти громадського харчування. Реалізація проекту вимагала знесення існуючої приватної одноповерхової дерев'яної забудови. Документація включала детальні плани розташування будівель, вуличної мережі та інженерних комунікацій. Будівництво планувалося у дві черги, починаючи з 1974 року, з використанням типових серій будинків 1-447С та III-90. Проект було затверджено виконкомом Юр'євецької районної Ради депутатів трудящих у 1974 році, однак не було реалізовано в повному обсязі. Існуючі споруди на запланованій території залишилися недоторканими.

### Підготовка до 750-річчя Юр'євця (1975 рік)
До святкування 750-річного ювілею в 1975 році Юр'євець розпочав активну підготовку. Приводом для масштабних заходів стало вручення місту Почесної грамоти Президії Верховної Ради РРФСР — на знак визнання досягнень у розвитку промислового виробництва та сільського господарства.
У рамках ювілейних заходів місто отримало додаткові кошти, спрямовані на покращення умов життя населення.
Одним із пріоритетних напрямків став розвиток комунальної інфраструктури. Було ухвалено рішення про будівництво нової котельні, покликаної забезпечити теплом значну частину Юр'євця. Роботи очолив Володимир Сергійович Терентьєв (нині місцевий активіст та краєзнавець). Спочатку об'єкт планували розмістити біля старого цвинтаря, однак у підсумку котельню звели поблизу міської лікарні — з тимчасового об'єкта вона згодом перетворилася на основну теплоенергетичну установку міста.
У 1976 році, з метою покращення водопостачання, в районі плодорозсадника було пробурено вісім свердловин. Однак виявлений високий вміст заліза у воді вимагав будівництва станції знезалізнення.
Також розпочалася розробка проекту каналізаційних очисних споруд. Планувалося зведення двох насосних станцій на Троїцькому в'їзді та розміщення самих очисних об'єктів за міською межею, в районі розвилки на Махлово.
Хід будівельних та інженерних робіт контролював голова райвиконкому Василь Михайлович Круглов, якого сучасники, за спогадами Володимира Терентьєва, характеризували як «грамотну людину, промисловця». Пізніше Круглова було переведено до Іваново.
Після його відходу керівництво перейняв Георгій Дмитрович В'югін, який приділив особливу увагу розвитку соціальної інфраструктури у верхній частині міста. У цей період розпочалися підготовчі роботи з будівництва центральної районної лікарні з лікарняним містечком, нового Будинку культури та будівлі пошти.
З приходом на посаду першого секретаря райкому партії Анатолія Івановича Царьова пріоритет було зміщено в бік сільського господарства. Головний акцент зроблено на будівництві ферм та благоустрої під'їзних доріг, де було досягнуто помітних успіхів.
Незважаючи на існування детального плану розвитку Предтеченського району, до ювілею було реалізовано лише кілька об'єктів — у тому числі 87-квартирний житловий будинок і будинок на вулиці Чкалова.
Особливу увагу було приділено реставрації пам'яток архітектури. Так, у 1974 році розпочалися роботи з відновлення п'ятиярусної Юр'євецької дзвіниці: конструкцію було обнесено будівельними риштуваннями, і до ювілею її зовнішній вигляд було повністю відновлено, включаючи раніше втрачений шпиль.
Значущою подією стало й відкриття у 1983 році автодороги Пучеж — Юр'євець, що зв'язала місто з трасами Великого Івановського кільця.

### Пострадянський період
У пострадянський період економіка Юр'євця зіткнулася зі значними труднощами, що виразилося в закритті більшості містоутворюючих підприємств. Виробничі корпуси багатьох із них, включаючи льонопрядильно-чесальну фабрику, консервний, рибний, пивоварний, хлібний та молочний заводи, а також міжгосподарську пересувну механізовану колону (МПМК) та цегельний завод, були переважно зруйновані або припинили функціонування. Частково продовжував роботу лише деревообробний комбінат. Річковий порт «Юр'євець» також припинив свою діяльність. За даними на 2010 рік, у Юр'євці функціонувало лише одне велике або середнє промислове підприємство, тоді як у 2005 році їх налічувалося три. Дослідження, опубліковане в 2011 році, відносило Юр'євець до «групи ризику» серед малих міст Івановської області через різкий спад обсягів промислового виробництва та скорочення кількості діючих підприємств.
У 1994 році було збудовано будівлю для Юр'євецького Держсанепіднагляду.
Роботи з реконструкції берегозахисної дамби були завершені в грудні 2022 року. У 2003 році припинила свою діяльність «Юр'євецька льонофабрика», що вважалася найстарішим підприємством міста.
Як мінімум з 1967 по 2021 роки населення міста безперервно скорочувалося, зменшившись майже в 2,7 рази, з 21 000 до 7899 осіб (див. таблицю нижче).

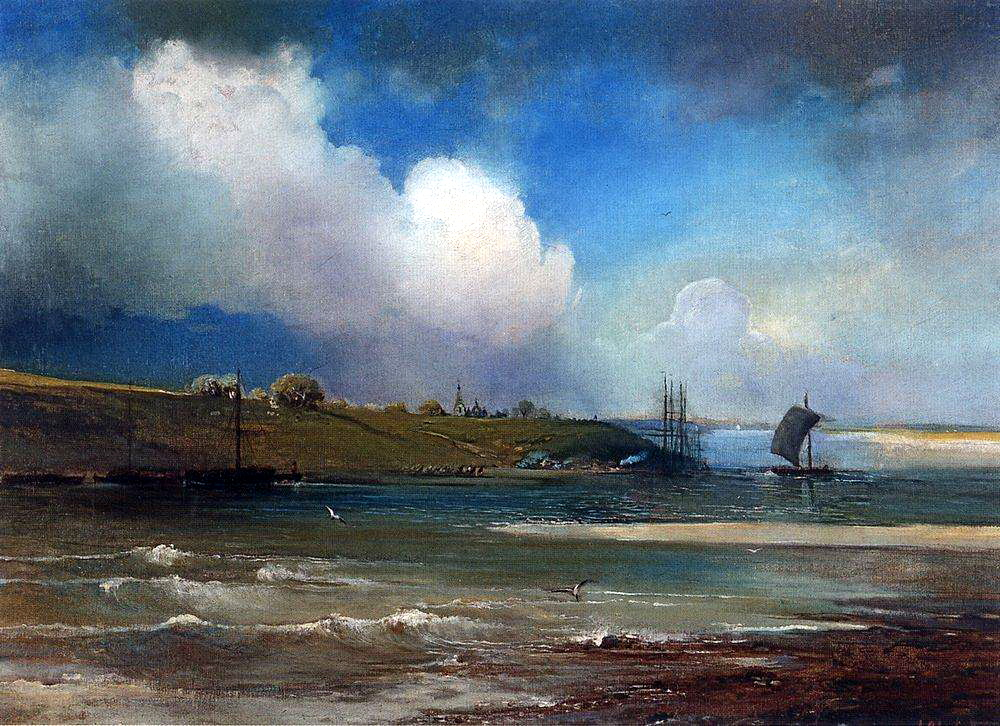
Олексій Саврасов. Вид Волги під Юр'євцем. 1870-ті роки
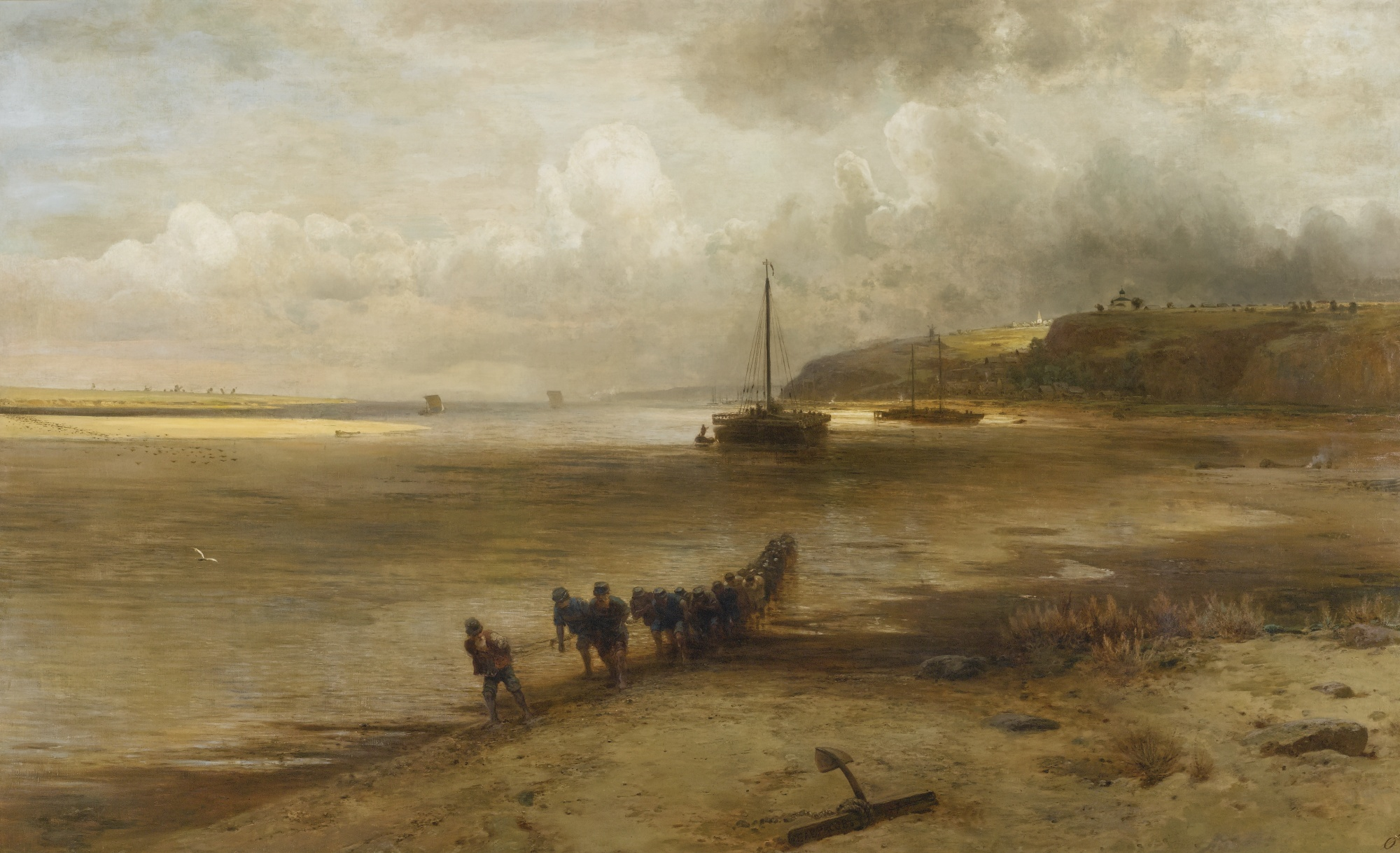
Саврасов О. К. Волга під Юр'євцем. 1871
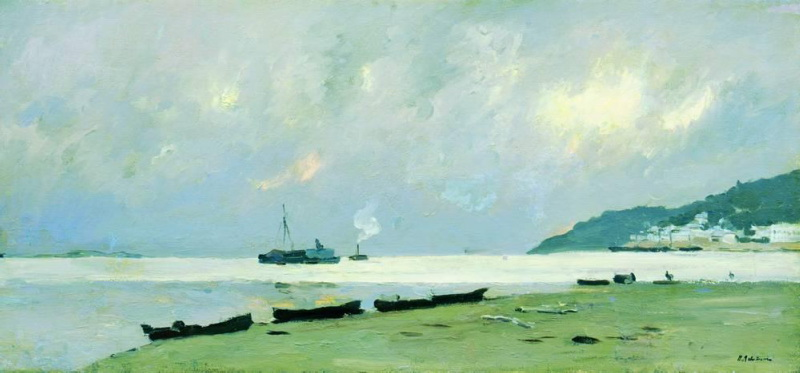
Ісаак Левітан. Юр'євець. Похмурий день на Волзі. 1890

800-річчя Юр'євця, що є, на думку Уряду Івановської області, найстарішим містом Івановської області, планується відзначити на державному рівні в 2025 році. 10 січня 2025 року в поштовий обіг вийшла марка, присвячена 800-річчю Юр'євця, на якій зображена панорама міста; до випуску підготовлено конверти першого дня та спеціальні штемпелі для погашення в Москві, Іваново та Юр'євці.
Увечері 16 квітня 2025 року було демонтовано пам'ятник В. Леніну на площі.

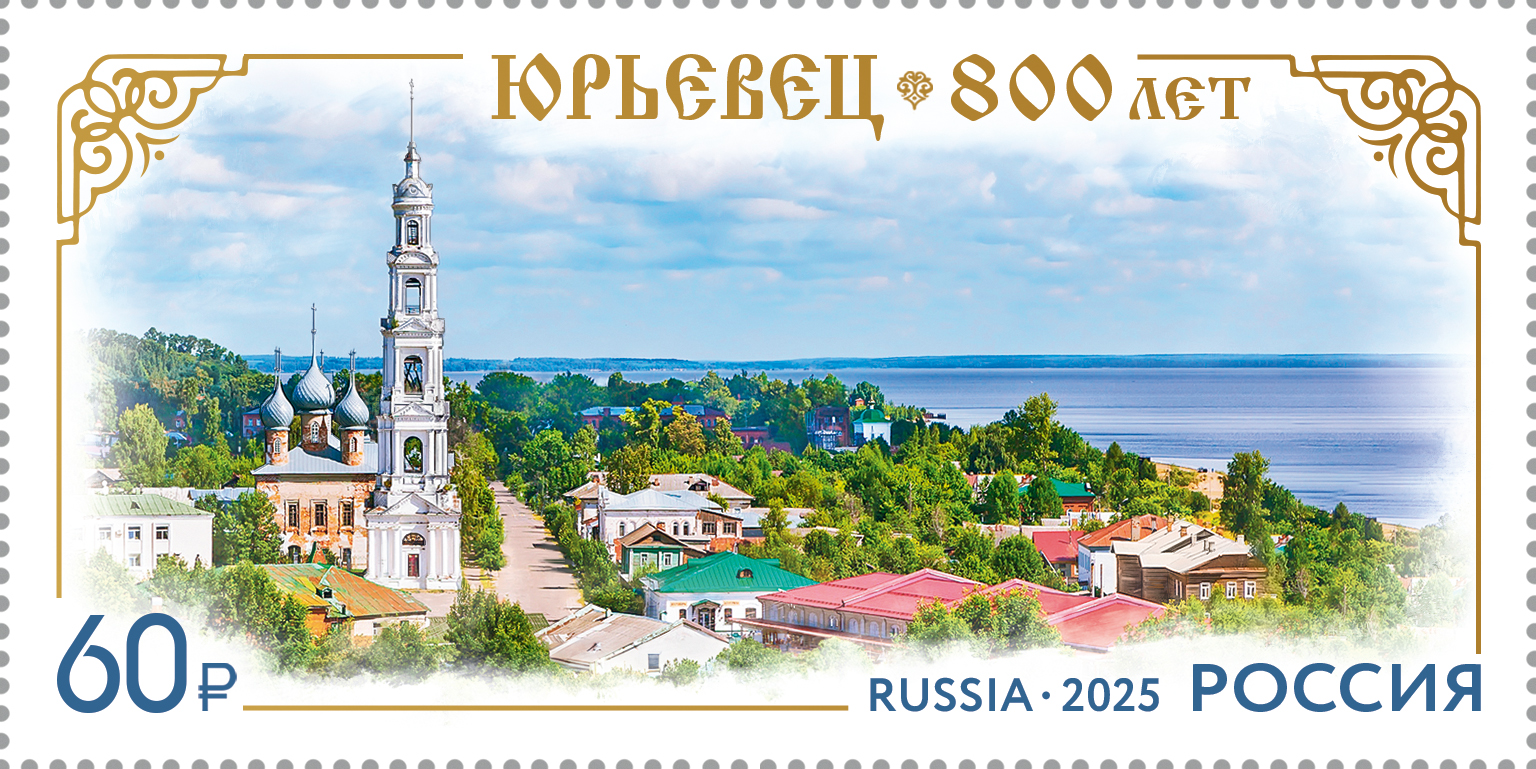
Поштова марка до 800-річчя міста

У 2025 році Прокуратура Івановської області поінформувала губернатора регіону про порушення, виявлені в діяльності органів місцевого самоврядування Юр'євецького району. Зокрема, зазначається високий відсоток зносу мереж водопостачання (75 %) та водовідведення (80 %), що призводить до численних аварій та обмеження подачі комунальних послуг. Адміністрація району не вживає заходів щодо залучення об'єктів ЖКГ до концесійного обігу, муніципальне підприємство має борги перед постачальниками ресурсів у розмірі 19,7 млн рублів. Юр'євець щорічно не отримує паспорт готовності до опалювального періоду через зауваження контролюючого органу. Також не проводиться робота із забезпечення безпечної експлуатації житлового фонду, більше половини муніципальних квартир потребують ремонту, маневрений фонд не сформований, а робота із забезпечення безпеки дорожнього руху перебуває на низькому рівні.

## Населення
1858 рік — 2323 особи. У 1861 році налічувалося 2144 особи. До 1909 року — 9000 осіб. 1912 р. — 5247 осіб. У 1913 р. — 5300 жителів. За попередніми підсумками Всеросійського перепису населення на 1920 рік у Юр'євці — 7093 осіб. У 1923 році — 8036 жителів. За даними статистичної звітності 1979—2009 років спостерігається постійне щорічне зменшення чисельності населення. У період з 1979 року по 1995 рік щорічне зменшення населення становило 150—170 осіб, за період з 1995 по 2002 рік — близько 550 осіб, за період 2002—2009 років — близько 190 осіб. За 30 років (1979—2009) населення міста зменшилося з 18,3 тис. осіб до 11,3 тис. осіб, тобто на 7 тис. осіб (близько 40 %). На даний момент зменшення населення триває. Важливим фактором, що визначає демографічну ситуацію в місті та області в цілому, є поступове збільшення природного спаду населення, викликане зростанням смертності та зниженням народжуваності, а також міграцією населення.
За даними Росстату, на 1 січня 2025 року чисельність постійного населення міста становила 7245 осіб.
Однією з основних причин масового відтоку населення в інші міста та регіони є нестача робочих місць у місті. Найчастіше жителі змушені шукати роботу в таких містах, як Іваново, Москва та Нижній Новгород, що призводить до міграції населення.
| Рік                  | 1856 | 1897 | 1913 | 1926 | 1931 | 1939 | 1959 | 1967 | 1970 | 1979 | 1989 |
| -------------------- | ---- | ---- | ---- | ---- | ---- | ---- | ---- | ---- | ---- | ---- | ---- |
| Населення, тис. осіб | 2,8  | 4,8  | 5,3  | 7,1  | 7,2  | 15,5 | 19,6 | 21   | 20,1 | 18,3 | 15,0 |
| Рік                  | 1992 | 1996 | 1998 | 2002 | 2003 | 2005 | 2006 | 2007 | 2008 | 2009 | 2010 |
| Населення, тис. осіб | 14,2 | 13,8 | 13,5 | 12,6 | 12,6 | 11,9 | 11,6 | 11,3 | 11,1 | 10,8 | 10,2 |
| Рік                  | 2011 | 2012 | 2013 | 2014 | 2015 | 2016 | 2017 | 2018 | 2019 | 2020 | 2021 |
| Населення, тис. осіб | 10,2 | 9,9  | 9,6  | 9,3  | 9,0  | 8,8  | 8,6  | 8,4  | 8,1  | 8,0  | 7,9  |

Національний склад
За підсумками перепису населення 2020 року проживали такі національності (національності менше 0,1 % та інше, див. у виносці до рядка «Інші»):
| Національність | Чисельність, осіб | Частка   |
| -------------- | ----------------- | -------- |
| Росіяни        | 7550              | 95,58 %  |
| Азербайджанці  | 16                | 0,20 %   |
| Українці       | 15                | 0,19 %   |
| Татари         | 14                | 0,18 %   |
| Інші           | 304               | 3,85 %   |
| Разом          | 7899              | 100,00 % |

## Економіка
Наприкінці 1980-х років промисловість міста була представлена низкою підприємств, що працювали переважно на базі місцевих сировинних ресурсів активної сільськогосподарської зони молочно-овочівницької, льонарської спеціалізації — молокозаводом, льоночесально-прядильною фабрикою, рибним, консервним і пивоварним заводами, деревообробним комбінатом (ДОК), хлібозаводом, цегельними заводами, а також низкою дрібних підприємств. Загальна чисельність зайнятих у промисловості на 1 січня 1988 року становила — 4,1 тисячі осіб, або 58,7 % усього працездатного населення.
Сучасна економіка міста Юр'євець включає організації, що займаються виробництвом та розподілом електроенергії, газу та води. Серед таких організацій можна виділити: ВАТ «Домоуправління», ВАТ «Юр'євецькі електричні мережі», ТОВ «Тепло-Місто», а також малі підприємства, що виробляють продукцію як для потреб міста, так і для реалізації за його межі: ТОВ «Меблі Омега», ТОВ «Техсервіс», ТОВ «Візит», «Юр'євецька паперова компанія», швейні цехи. У місті знаходиться швейна фабрика «

## Галерея

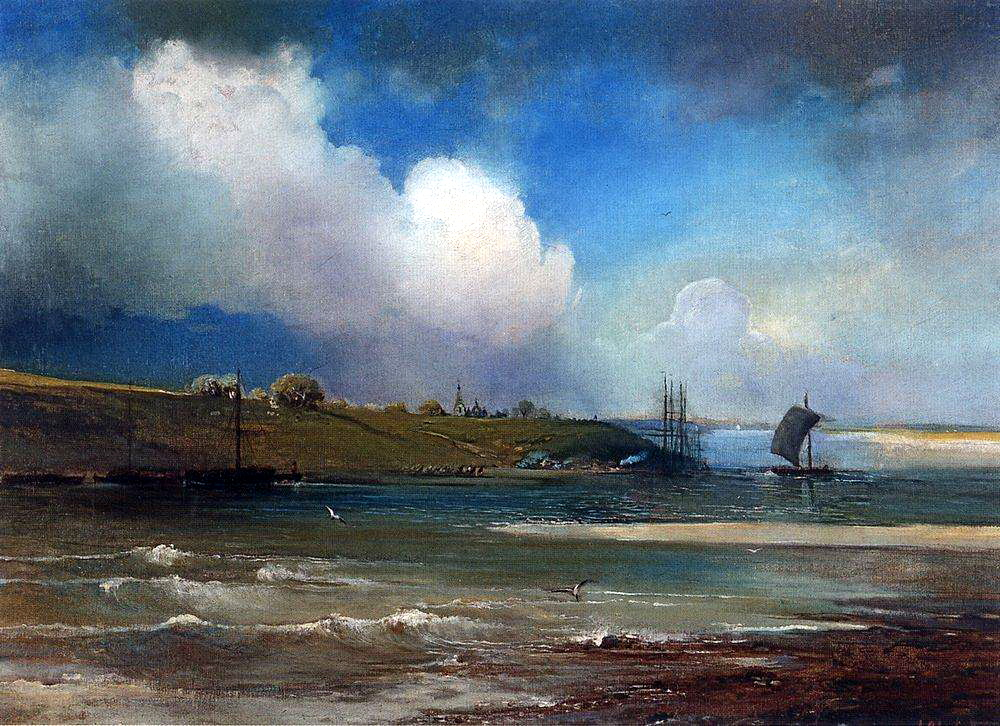
Саврасов А. К.. Вид Волги під Юр'євцем. 1870-е
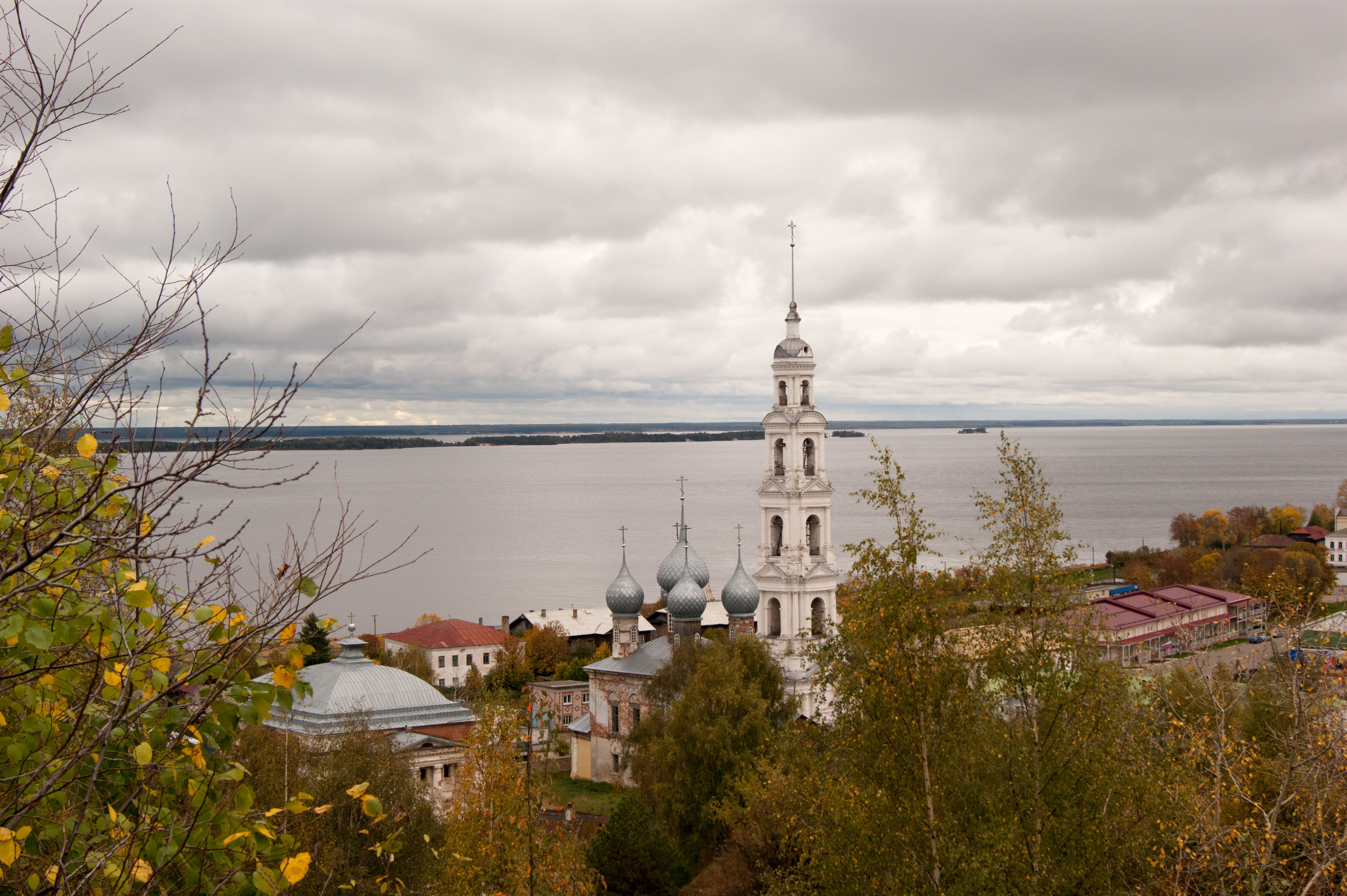
Вид на Юр'євець з гори.
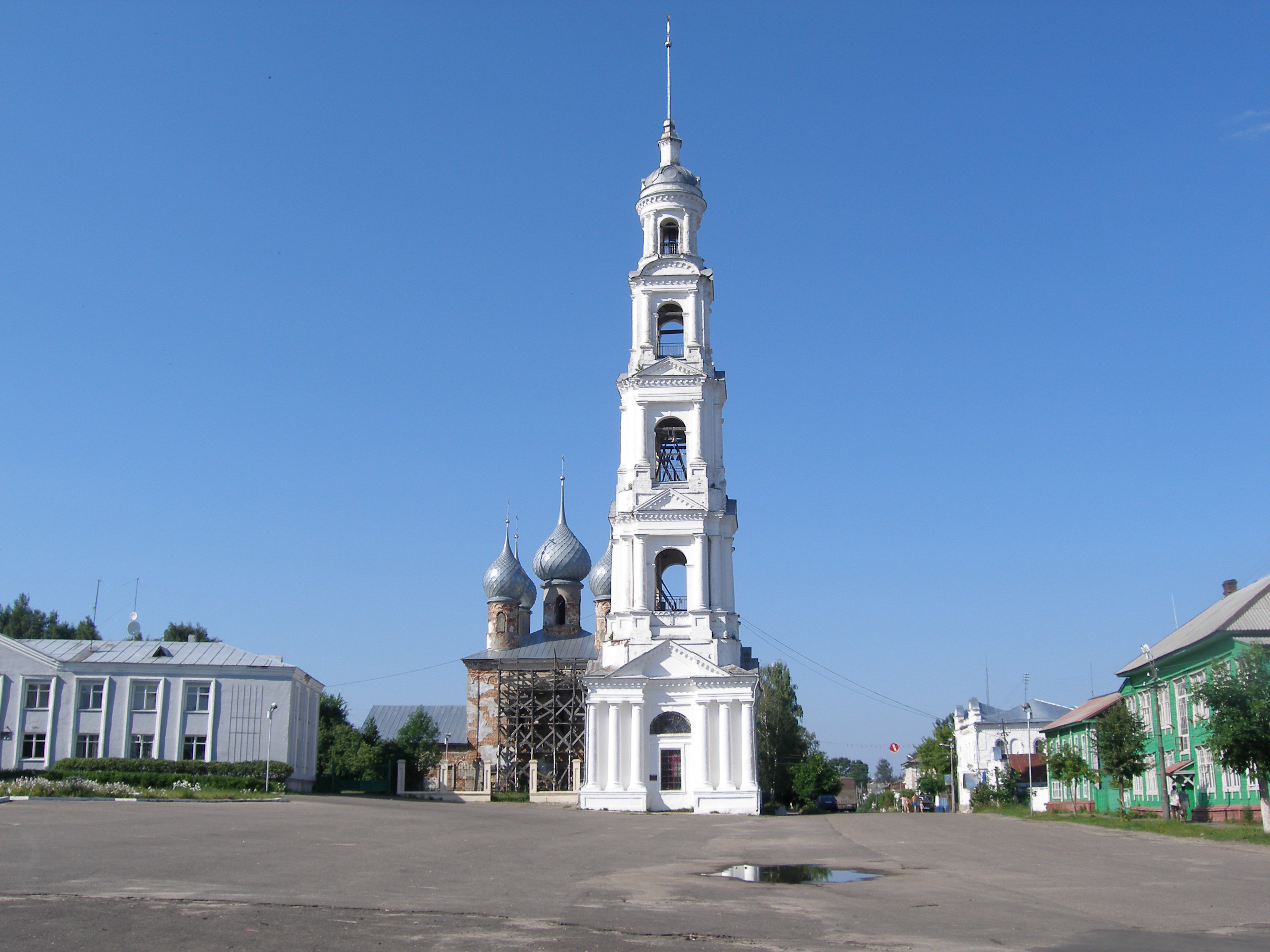
П'ятиярусна дзвіниця
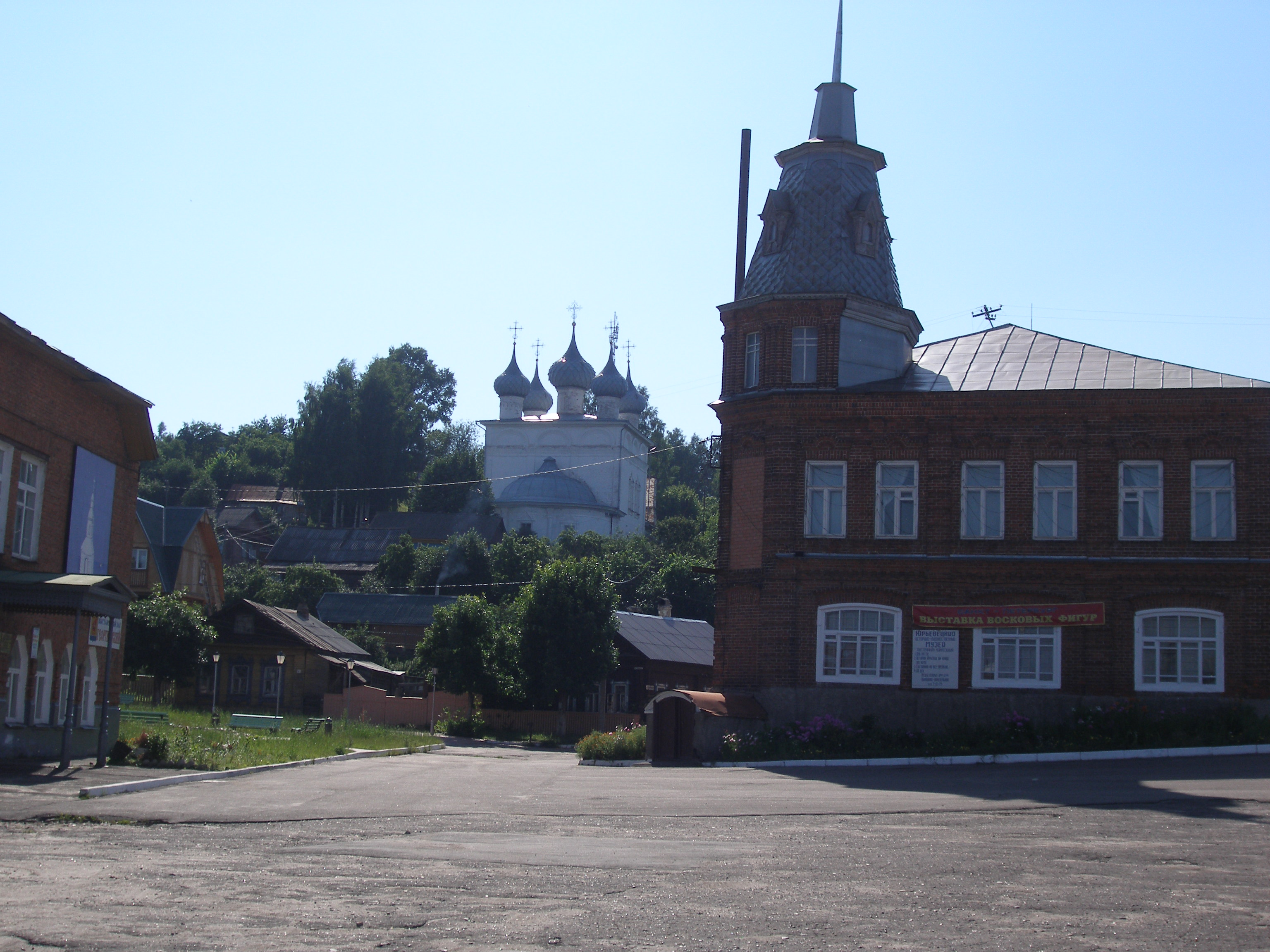
Центр міста
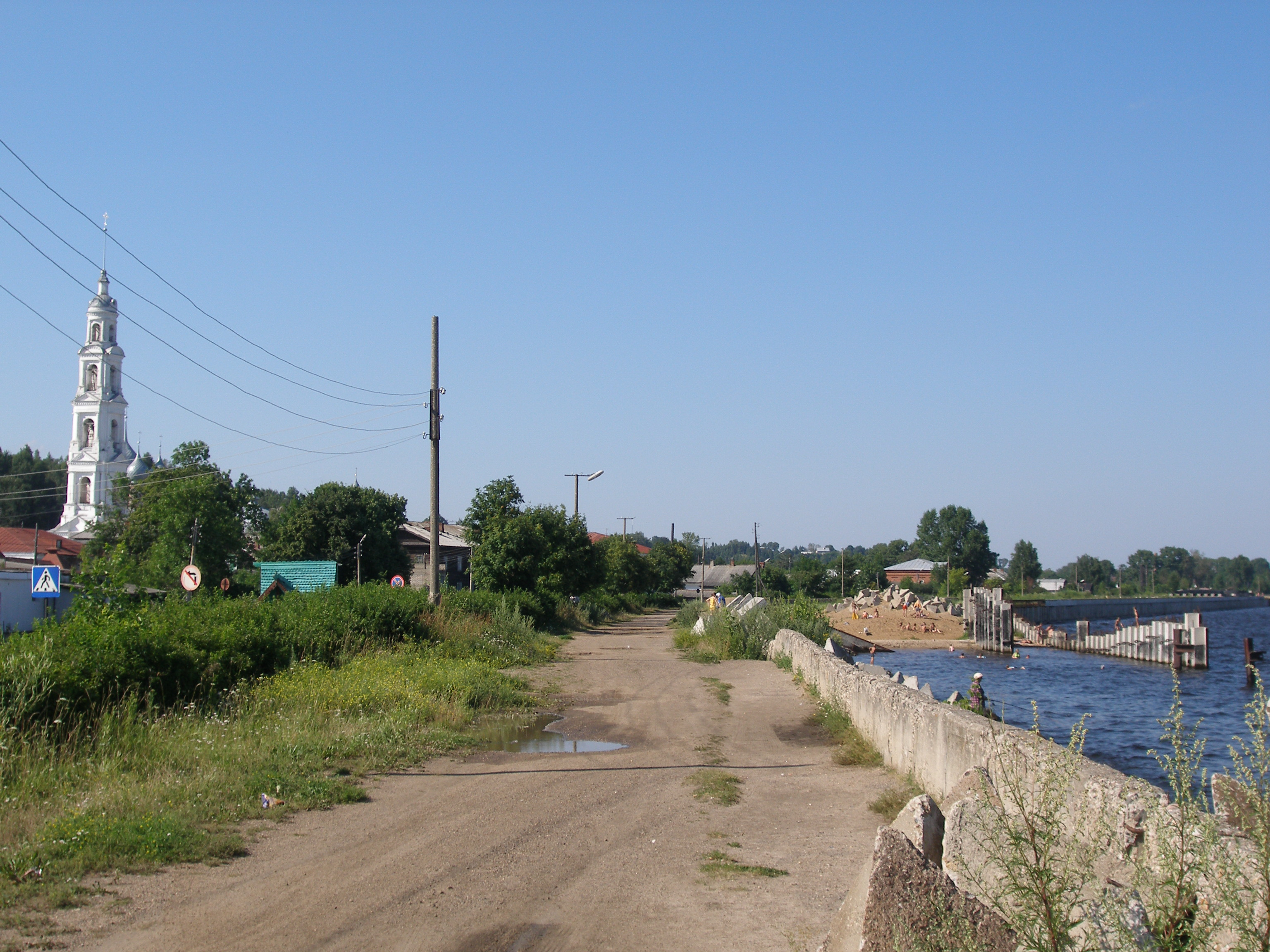
Набережна
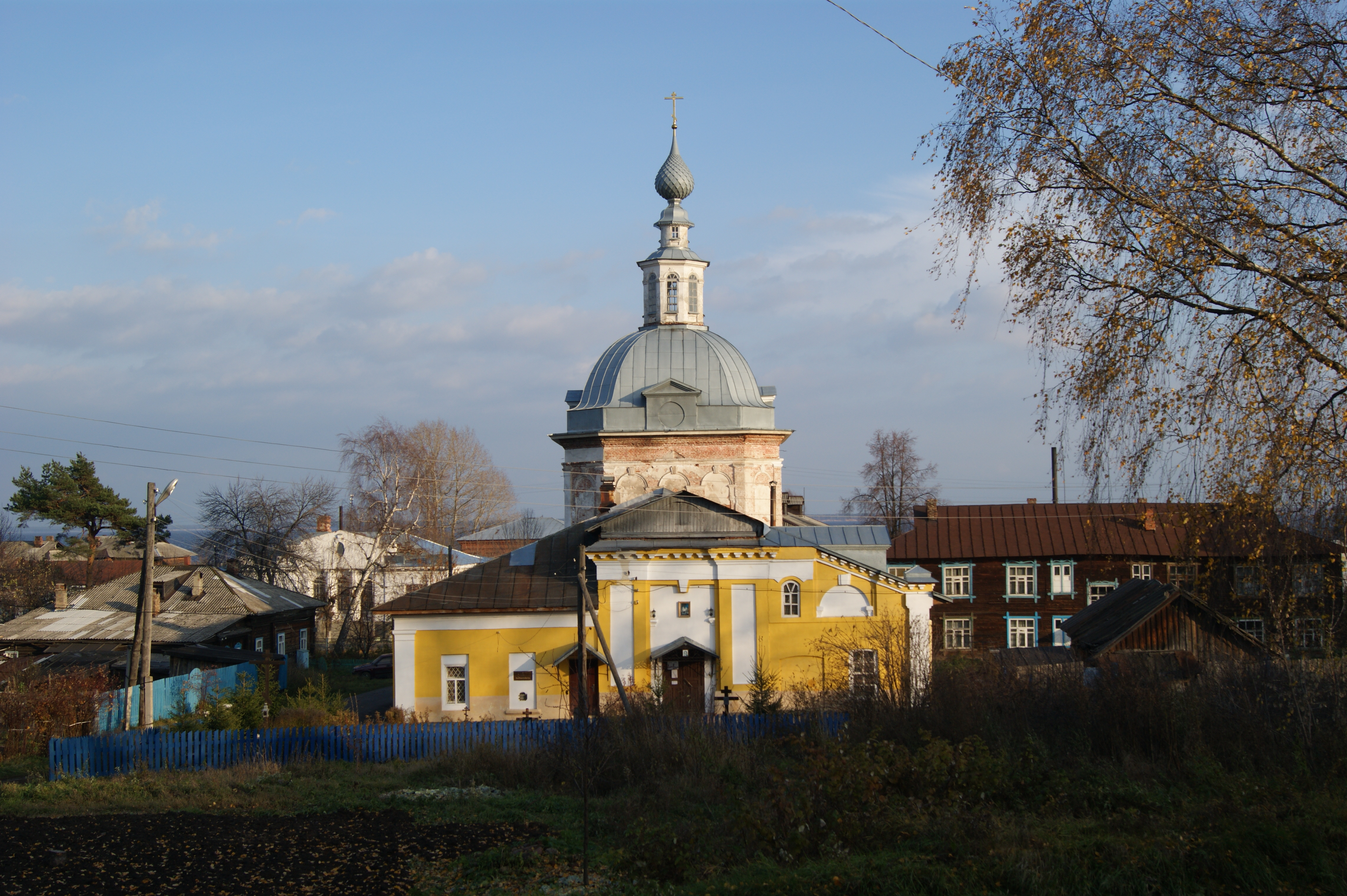
Різдвяна церква 2010
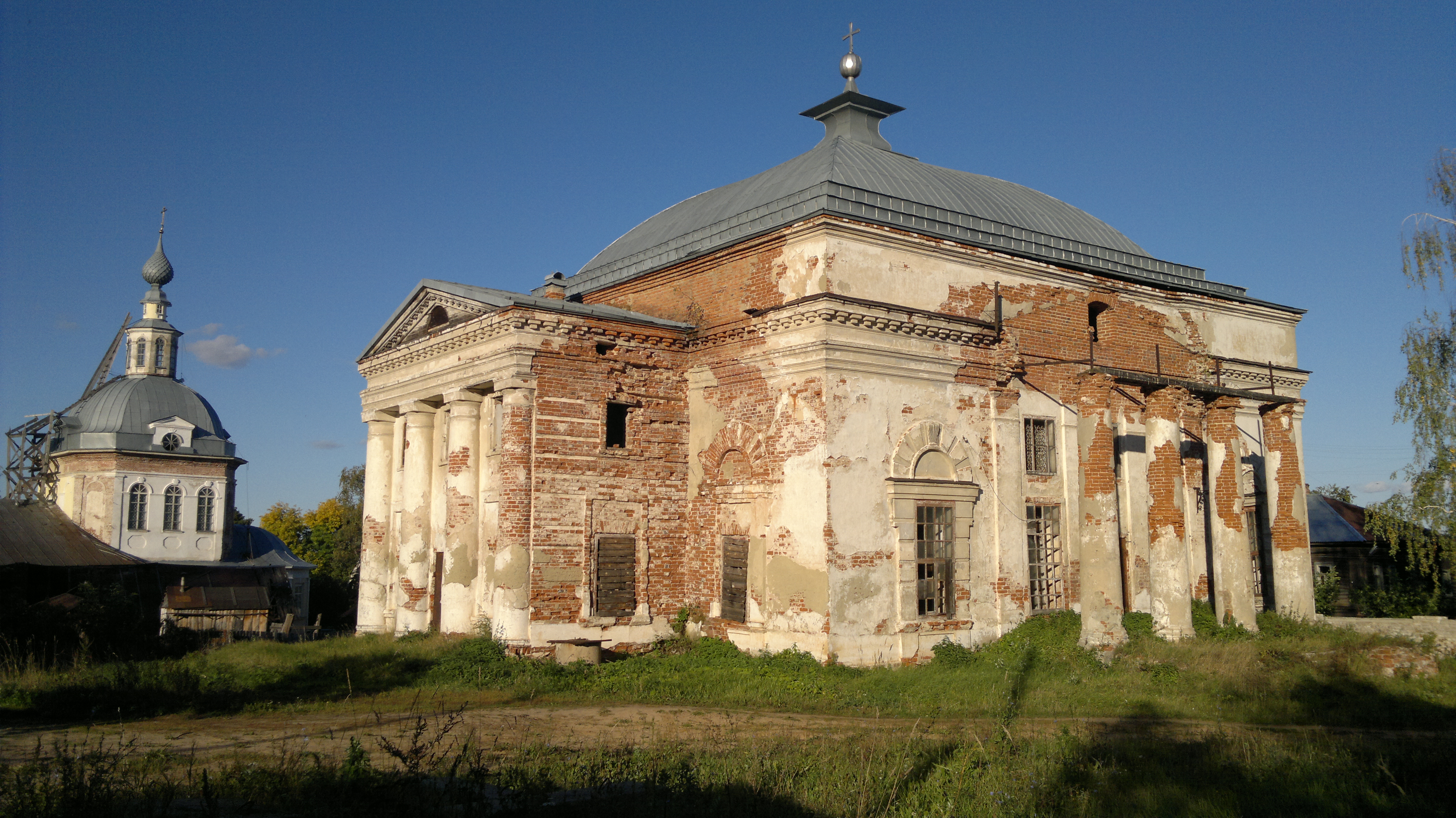
Новий Входо-Єрусалимський собор
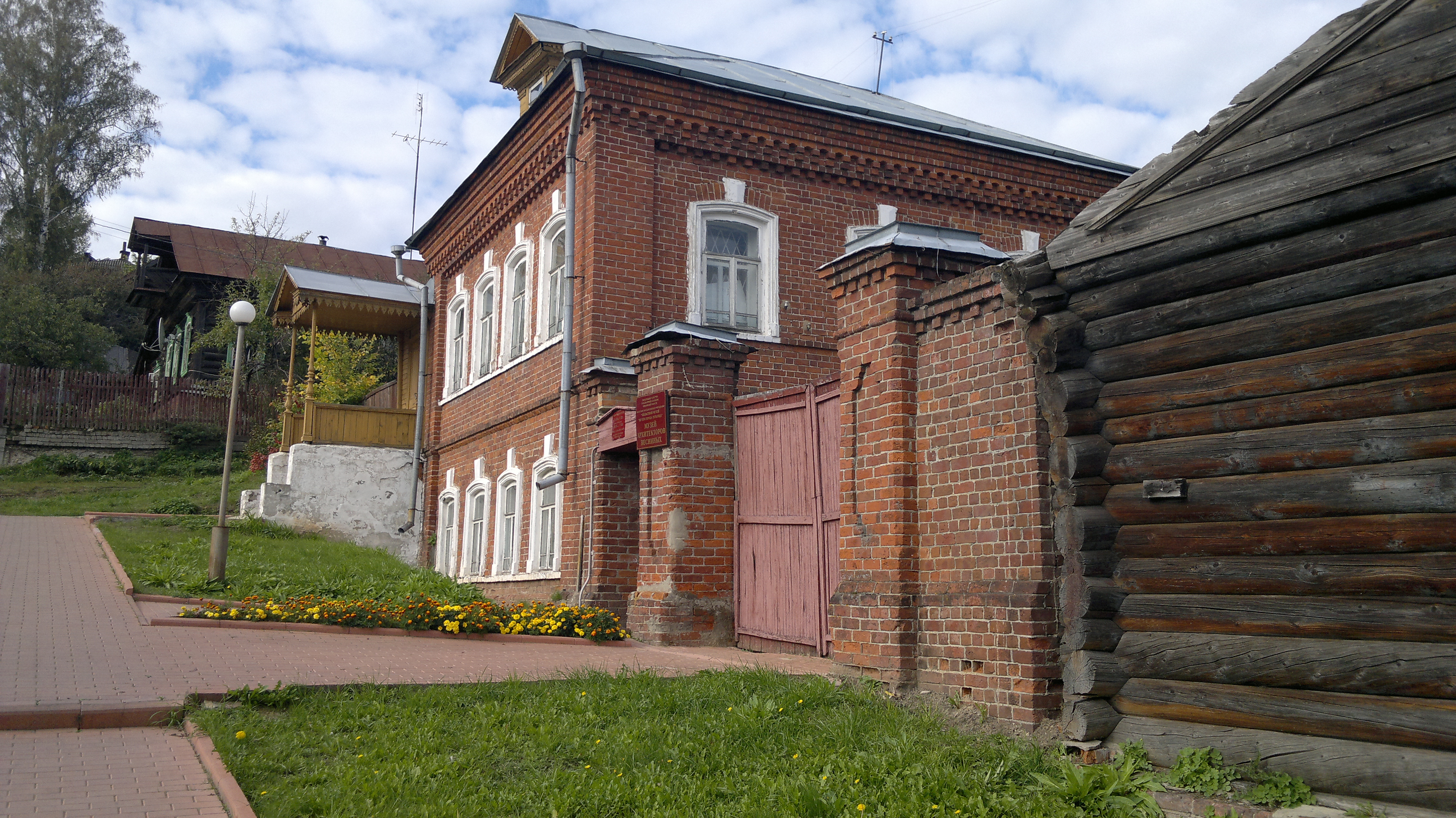
Будинок-музей архітекторів Весніних

## Відомі люди, пов'язані з Юрьевцем
- Аввакум Петрович — протопоп, був призначений 1651 року протопопом в Юр'євец-Повольський.
- Єрмак Тимофійович — підкорювач Сибіру, жив з батьками в Юр'євці.
- Валерій Леонтьєв — радянський та російський співак, актор.
- Олександр Роу — кінорежисер, народився в Юр'євці.
- Болдиревський Борис Геннадійович (1925—2002) — радянський український кіноактор
- Андрій Тарковський (1932—1986) — радянський кінорежисер та сценарист; народився в селі Завражжі Юр'євецького району, провів своє дитинство в Юр'євці.